# Léon Blum
Pour les articles homonymes, voir Blum et Léon Blum (médecin).
Léon Blum [leɔ̃ ˈblum], né le 9 avril 1872 à Paris 2e et mort le 30 mars 1950 à Jouy-en-Josas, est un homme d'État et conseiller d'État français. Figure du socialisme, il est président du Conseil de juin 1936 à juin 1937 et de mars à avril 1938, puis président du Gouvernement provisoire de la République française de décembre 1946 à janvier 1947.
Juriste, membre du Conseil d'État ainsi que critique littéraire et écrivain, il devient un dirigeant de la Section française de l'Internationale ouvrière (SFIO) à l’approche des élections législatives de 1919 et refuse l’année suivante de voter l'adhésion à l'Internationale communiste lors du congrès de Tours en décembre 1920.
Après la victoire de la coalition du Front populaire aux élections législatives de 1936, il forme un premier gouvernement comprenant plusieurs femmes. Il conduit d'importantes réformes sociales (congés payés, réduction du temps de travail, etc.) ; en raison de l'hostilité des radicaux, il soutient militairement les Républicains espagnols en sous-main avec une politique qu’il appelle de « non-intervention relâchée », ce qui conduit néanmoins le Parti communiste à lui retirer son soutien. Il redevient président du Conseil l’année suivante, mais pour seulement un mois.
Lors de l'occupation de la France par la Wehrmacht, il est emprisonné par le régime de Vichy, traduit en justice lors du procès de Riom en 1942, puis déporté à Buchenwald. Libéré en 1945, il préside ensuite le dernier gouvernement provisoire de la République française durant la période de mise en place des institutions de la Quatrième République.

## Biographie

### Jeunesse

#### Origines

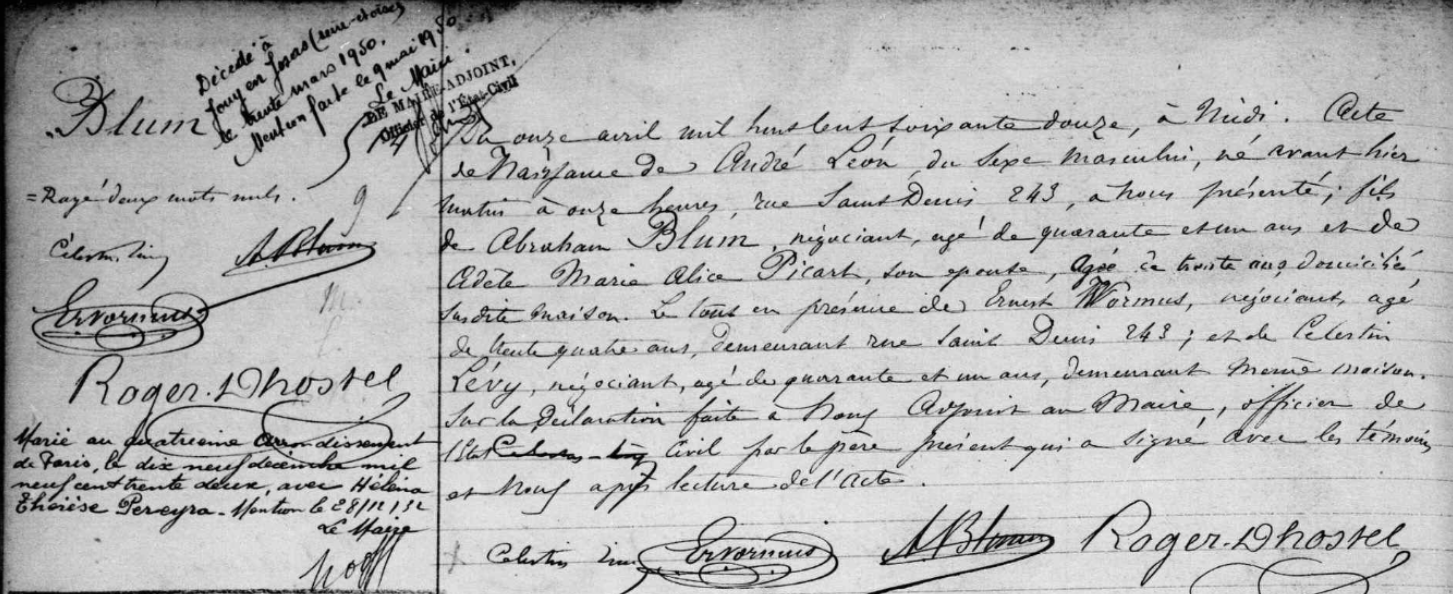
Acte de naissance de Léon Blum.

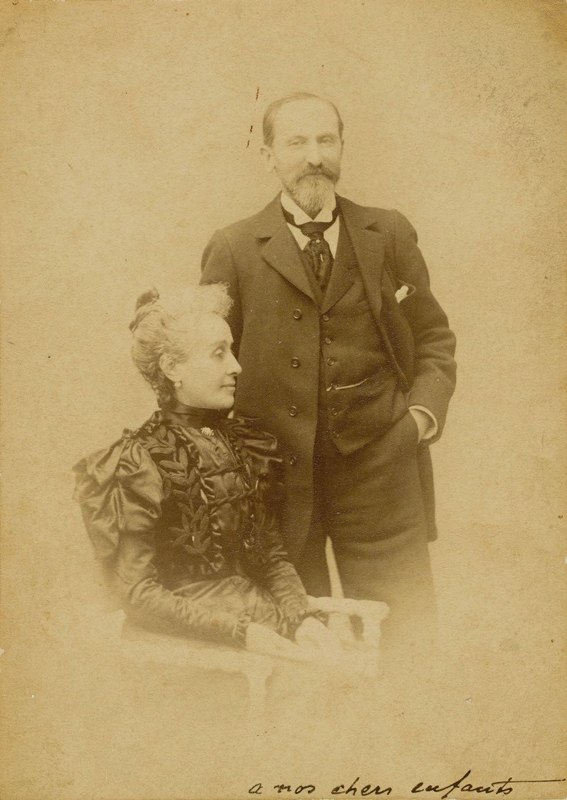
Marie et Auguste Blum en 1897.

Léon Blum est le second fils d'Abraham, dit « Auguste » Blum, né le 22 juillet 1831 à Westhoffen, commune du Bas-Rhin:6. Peu avant 1848, Abraham Blum s'installe à Paris, où il adopte le prénom francisé « Auguste »,, et y tient un commerce prospère de rubans et soieries avec ses frères Henri et Émile, la maison « Blum frères ». La mère de Léon est Marie Adèle Alice Picart, de religion juive tout comme Abraham. Mariés, le 4 mars 1869:18,, dans le 1er arrondissement de Paris, Auguste et Marie habitent au-dessus du magasin au 243, rue Saint-Denis, où André Léon Blum naît le 9 avril 1872:16,:19. Il a un frère aîné, Lucien, né en 1869, et aura trois cadets : Marcel (1875), Georges (1877) et René (1878):15.

#### Formation
À partir de 1876, aux côtés de Lucien, il fait une scolarité primaire comme interne dans différentes institutions : pension Roux, rue d'Aboukir:14 ; pension Pignerol:14. En 1882, il entre en sixième au lycée Charlemagne situé dans le 4eme arrondissement de Paris. Interne à la pension Kahn de la rue des Francs-Bourgeois:14, il fait une brillante scolarité secondaire, en dépit de son insubordination notoire:14. Parti faire sa classe de philosophie au lycée Henri-IV en 1888, il y rencontre André Gide et Pierre Louÿs et publie, à l'âge de 17 ans, ses premiers poèmes dans la Conque, une revue littéraire de leur création. En 1889, il obtient le second prix du concours général de philosophie et il est reçu au baccalauréat, en dépit de sa faiblesse pour les langues vivantes (anglais, allemand):14.
En juillet 1890, il est reçu 23e sur 25 à l’École normale supérieure, où il va faire la connaissance du futur bibliothécaire Lucien Herr, mais il se désintéresse rapidement des cours. Ayant échoué aux examens de licence de première année, il est exclu de l'école, en octobre 1891, et poursuit ensuite des études de Lettres à l'université de Paris, mais commence aussi des études de droit ; il obtient sa licence en droit en 1894.

### Famille
Après la mort de sa première femme, Lise Bloch,, épousée en 1896, morte en 1931 et dont il a eu son unique enfant, Robert Blum, Léon Blum se remarie en 1932 avec Thérèse Pereyra, dont il était l'amant depuis 1911 (rencontrée pour la première fois à l'été 1906 au château des Vives-Eaux). En juin 1936, Thérèse engage une femme de chambre, Émilienne Horanfe-Rigaud, qui restera au service de Léon jusqu'à sa mort. Thérèse meurt en 1938 à Paris, dans une clinique de la rue Georges-Bizet, où elle se trouvait pour subir une opération de la vésicule biliaire.
Léon Blum vit ensuite à partir de 1940 avec Jeanne Levylier (ancienne épouse d'Henry Torrès et d'Henri Reichenbach), qu'il épouse en troisièmes noces en 1943 au camp de Buchenwald, où elle avait demandé et réussi à le rejoindre.

### Conseiller d'État
Léon Blum se présente au concours du Conseil d'État et il est finalement reçu à sa deuxième tentative. Âgé de 23 ans, il est nommé auditeur en décembre 1895.
Il va y faire une carrière de près de 25 ans, interrompue seulement par ses fonctions de chef de cabinet du socialiste Marcel Sembat, ministre des Travaux publics, de 1914 à 1916.
Il est commissaire du gouvernement dans des affaires célèbres jugées par le Conseil, comme l'arrêt « Granits porphyroïdes des Vosges » de 1912, « Époux Lemonnier » de 1918 ou encore « Compagnie générale française de tramways » de 1910, qui ont contribué à forger la jurisprudence administrative.

### Écrivain et critique littéraire

Léon Blum vu par Félix Vallotton, portrait paru dans La Revue blanche, 1900.

Durant la première partie de sa vie, c'est comme écrivain que Léon Blum souhaite être reconnu. Aussi, parallèlement à sa profession de magistrat au Conseil d’État, il consacre l'essentiel de son activité professionnelle à l'écriture.

Léon Blum, au début du XXe siècle, écrit des critiques de livres et de pièces de théâtre. Il participe à la revue Le Banquet, dirigée par Fernand Gregh, où il côtoie notamment Marcel Proust et où il donne ses premières chroniques. À partir de juillet 1892, il collabore durant près de neuf années à La Revue blanche:86-87, où ses chroniques établissent sa réputation dans le milieu littéraire parisien. L'acteur, metteur en scène et professeur Jean-Laurent Cochet estime, pour sa part, qu'il est « le critique le plus intelligent de son époque ». Il côtoie les auteurs de l'époque (Sacha Guitry, Anna de Noailles, par exemple) et fait partie de la vie parisienne. Il se bat même en duel à l'épée au vélodrome du Parc des Princes le 14 octobre 1912 à la suite d'une violente altercation, avec Pierre Veber, l’auteur de Une Loge pour Faust, celui-ci protestait que Blum soit présent lors de la couturière de sa pièce au théâtre des arts ; le duel a été filmé. Très loin des conventions bourgeoises, il se prononce pour la liberté amoureuse avant le mariage dans son ouvrage Du mariage (1907) qui fait scandale. Il est, à partir de 1911, l'amant de Thérèse Pereyra, qu'il épousera en 1932.

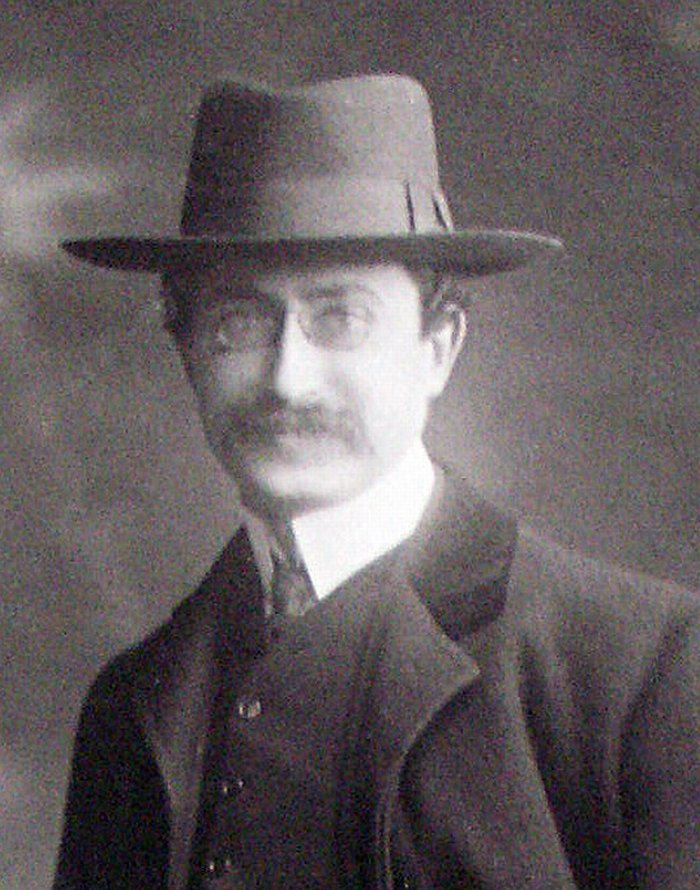
Léon Blum vers 1910.

Ses inclinations politiques ne sont pas sans effets sur ses critiques littéraires. Ainsi, selon Serge Berstein, « le véritable critère de ses critiques est politique. Il porte aux nues les auteurs dont il lui apparaît que l’argument apporte de l’eau au moulin du socialisme ». Pour cette raison, bien qu'apprécié du public et des lecteurs de périodiques, Léon Blum est également un critique contesté en raison de ses critères de choix.
Le 12 novembre 1932, Blum vend sa collection de manuscrits et autographes à l'hôtel Drouot : Me Édouard Giard adjuge ainsi une poésie de Leconte de Lisle pour 1 000 francs, une page autographe de Paganini pour 3 010 francs, un manuscrit de 7 pages de Flaubert pour 325 francs, le manuscrit de 20 pages des Nouvelles conversations avec Eckermann écrit par Blum pour 160 francs,.
En janvier 1933, le théâtre des Ambassadeurs invite Blum pour une série de conférences bien payées sur Stendhal, Jaurès et l'actualité permettant de se remettre à flot financièrement.
Le 25 mai 1937, Blum inaugure une rétrospective de l'art français au musée d'art moderne : à sa demande, 1 300 œuvres maîtresses des Primitifs de la fin du XIXe siècle ont été réunies pour la première fois. Il soutient par ailleurs le projet de pavillon des Temps Nouveaux de Le Corbusier et celui du couple Delaunay de décorer le pavillon de l'Air pour l'exposition universelle de 1937.

### Débuts en politique

#### Affaire Dreyfus

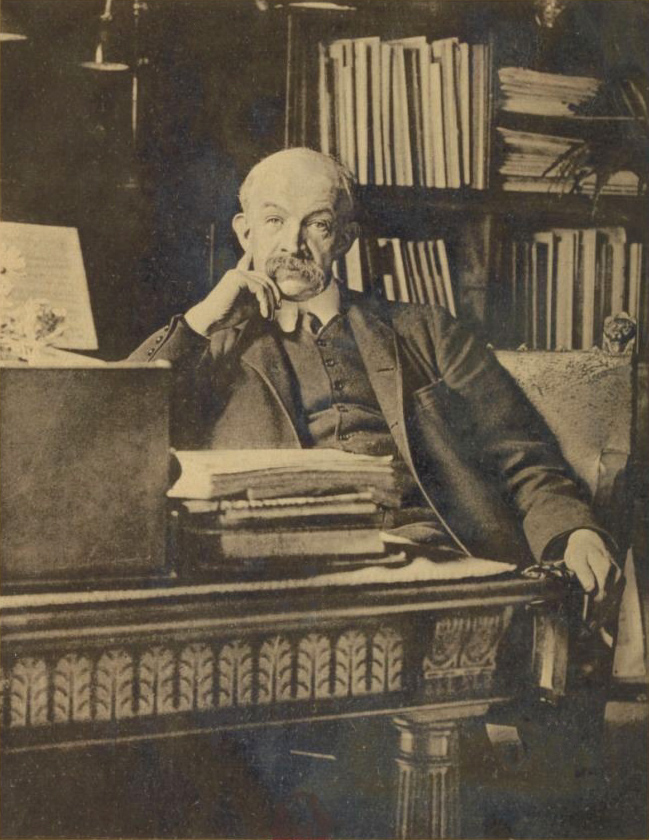
Lucien Herr.

C'est à l'occasion de l'affaire Dreyfus que Léon Blum se lance réellement en politique. D'abord convaincu de la culpabilité d'Alfred Dreyfus, il est sceptique devant les plaidoyers de Bernard Lazare ou de Michel Bréal dont il pense qu'ils cherchent avant tout à défendre sans preuve un coreligionnaire. Finalement, le socialiste Lucien Herr réussit à le convaincre que Dreyfus a été injustement condamné. Son rôle dans le déroulement de l'affaire est limité. Le devoir de réserve qui le lie en tant que membre du Conseil d’État ne lui permet d'agir qu'en coulisse, en donnant aux avocats de Dreyfus et de Zola des conseils juridiques. Cet engagement provoque sa rupture avec Maurice Barrès (qu'il considérait jusqu'alors comme son maître en littérature) et, surtout, sa rencontre en 1897 avec Jean Jaurès, avec qui il se lie d'amitié.

#### Militant socialiste

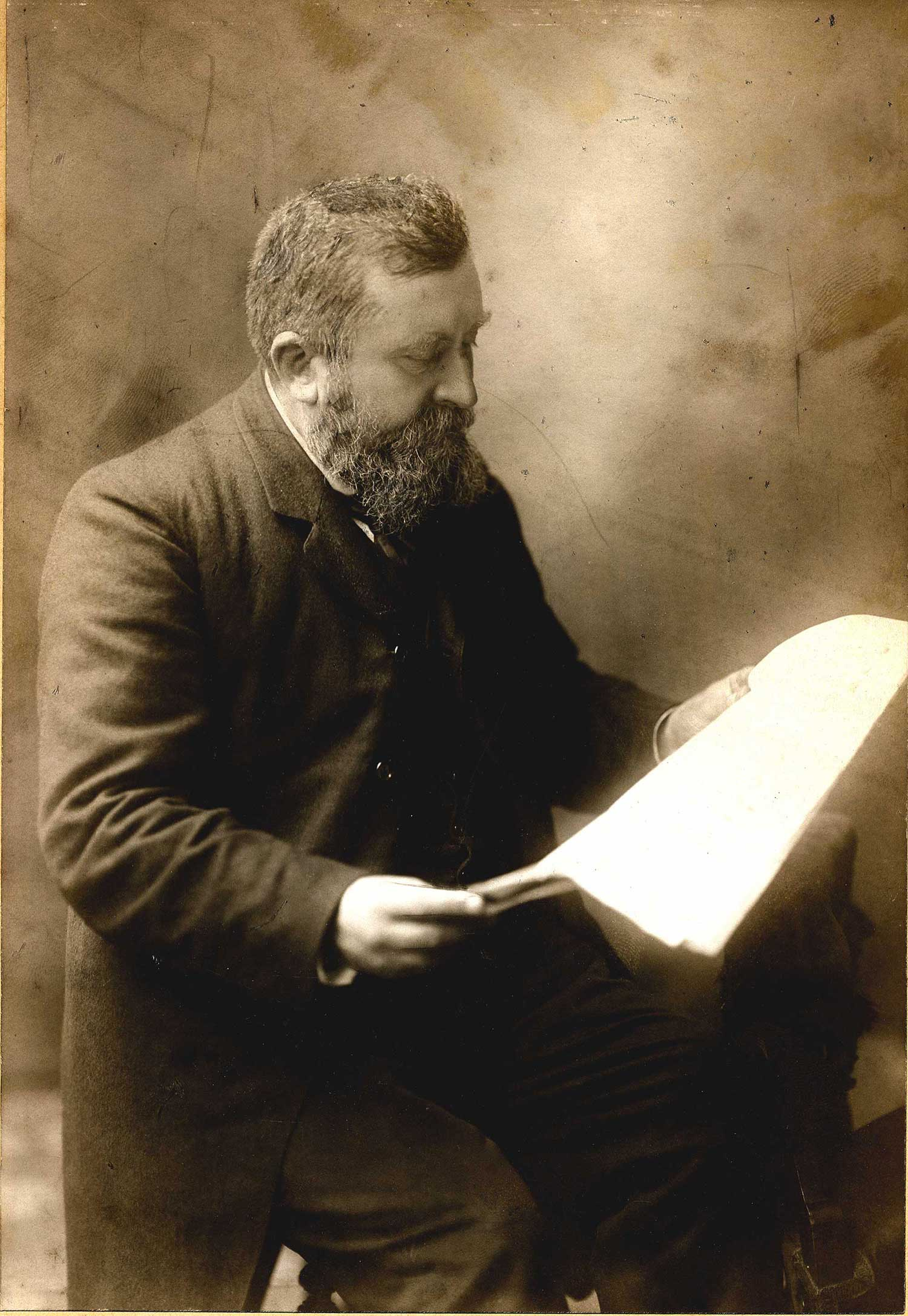
Jean Jaurès lisant L'Humanité.

Il participe aux côtés de Jaurès à la fondation de L'Humanité en 1904, journal dans lequel il tient la rubrique littéraire. En 1905, au moment de sa création, il adhère à la Section française de l'Internationale ouvrière (SFIO).

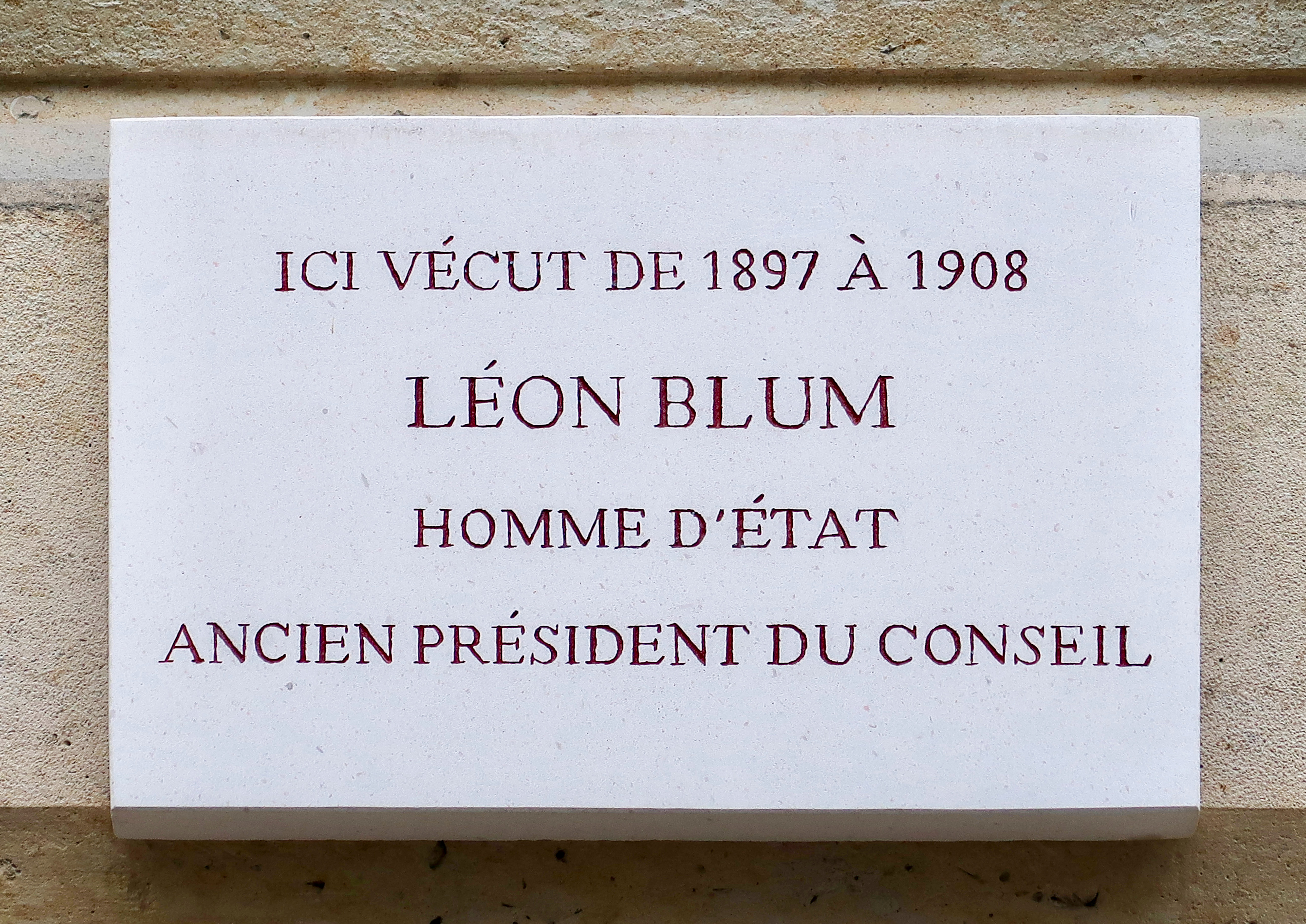
Plaque sur l'immeuble du 38 rue Guynemer (6e arrondissement de Paris), où Léon Blum vécut de 1897 à 1908.

Cependant, dès l'été 1905, il quitte L'Humanité, devenu le journal du parti, et ne milite plus guère. Ses activités littéraires reprennent le pas sur ses activités politiques. L'historien Serge Berstein avance que ce retrait est peut-être lié à la déception de voir que la SFIO s’organise autour du marxisme dogmatique et révolutionnaire de Jules Guesde, plutôt qu’autour du socialisme réformiste de Jaurès.
À l'été 1909, le couple Blum déménage du 38 rue du Luxembourg au 126 boulevard du Montparnasse dans un immeuble construit par un ami directeur chez Larousse.

#### Première Guerre mondiale
Il entre en politique au début de la Première Guerre mondiale : en août 1914, réformé pour cause de myopie, il devient chef de cabinet du socialiste Marcel Sembat dans le cadre du gouvernement d'Union sacrée. Le conseiller d'État y apprend le quotidien de l'action gouvernementale. Lorsque Sembat démissionne le 12 décembre 1916, Léon Blum reprend ses fonctions au Conseil d'État.
Il a toujours soutenu l'effort de guerre et la politique de l'Union sacrée. Malgré les divisions de la SFIO sur la question de la guerre, Blum est resté convaincu qu'il s'agissait de la bonne option. Toutefois, tout en s'opposant aux pacifistes, il ne s'identifiait pas pour autant à l'aile droite du parti.

### Dirigeant de la SFIO

#### Élections législatives de 1919

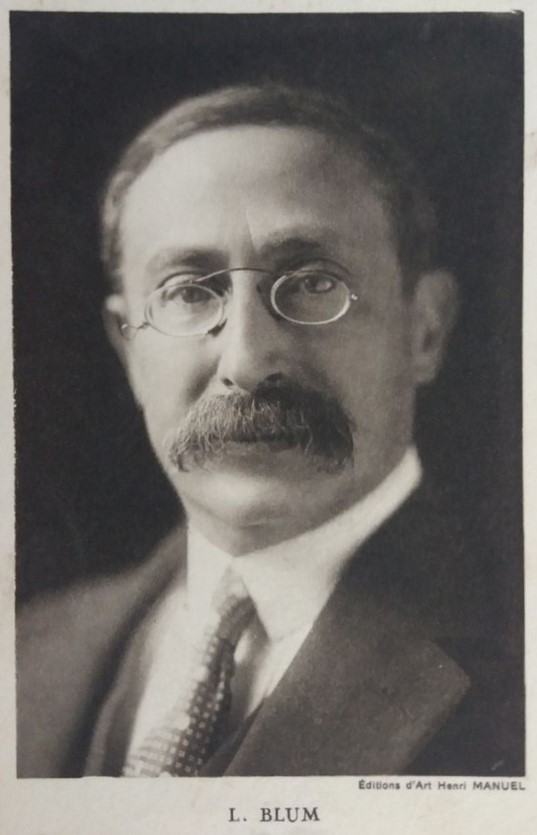
Léon Blum, élu député de la Seine lors des législatives de 1919.

Ce n'est qu'un peu avant les élections législatives de 1919 que Léon Blum accède au cercle dirigeant de la SFIO. Lors du congrès de la Bellevilloise d'avril 1919, Blum tente de préserver les acquis démocratiques et républicains de Jaurès et d'insuffler aux Socialistes une approche progressive de la révolution dans les domaines sociaux, économiques et politiques. C'est grâce à lui que le parti socialiste conserve une apparence d'unité lors de ces élections. La droite l'emporte néanmoins. Blum est élu pour la première fois député de la Seine ; il démissionne alors du Conseil d'État.
Il devient ensuite secrétaire, puis président du groupe parlementaire socialiste. Député de la Seine de 1919 à 1928 — dans la circonscription Charonne - Père Lachaise de Paris:170 — et de l'Aude de 1929 à 1940, circonscription de Narbonne,.

#### Scission du congrès de Tours
Lors du Congrès de Tours de 1920, Blum refusa de suivre la majorité en faveur de l'adhésion à la Troisième Internationale. Il prononça à cette occasion un discours resté célèbre, qu'il conclut par ces mots :

« Nous sommes convaincus, jusqu’au fond de nous-mêmes, que, pendant que vous irez courir l’aventure, il faut que quelqu’un reste garder la vieille maison. […] Dans cette heure qui, pour nous tous, est une heure d’anxiété tragique, n’ajoutons pas encore cela à notre douleur et à nos craintes. Sachons nous abstenir des mots qui blessent, qui déchirent, des actes qui lèsent, de tout ce qui serait déchirement fratricide. Je vous dis cela parce que c’est sans doute la dernière fois que je m’adresse à beaucoup d’entre vous et parce qu’il faut pourtant que cela soit dit. Les uns et les autres, même séparés, restons des socialistes ; malgré tout, restons des frères qu’aura séparés une querelle cruelle, mais une querelle de famille, et qu’un foyer commun pourra encore réunir »

— Compte rendu sténographique.
Blum montre une réelle divergence vis-à-vis des idées du bolchevisme. Selon des propos relatés par Jean Lacouture dans la biographie consacrée à Léon Blum, celui-ci aurait dit : 

« Le bolchevisme s'est détaché du socialisme comme certaines hérésies se sont détachées de religions pour former des religions nouvelles […]. C'est parce que le bolchevisme a confondu la prise du pouvoir avec la Révolution, le moyen avec la fin, qu'il oriente toute sa tactique vers cette conquête du pouvoir, sans tenir compte ni du moment, ni des circonstances, ni des conséquences, qu'aujourd'hui encore toute la volonté du gouvernement des Soviets est tendue vers la conservation du pouvoir politique absolu, bien qu'il se sache hors d'état d'en tirer la transformation sociale. »

#### Alliance avec les radicaux

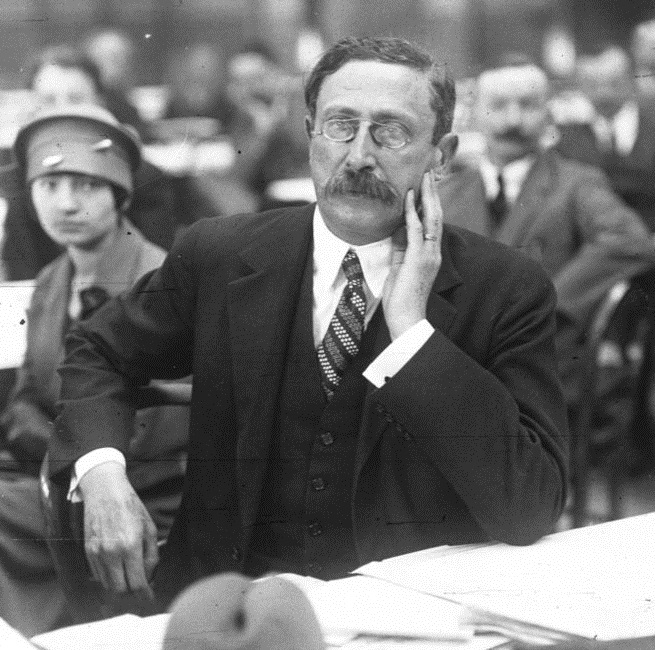
Léon Blum au gymnase Japy, lors du congrès socialiste de 1925.

Après l'épisode du congrès de Tours, Blum n'exclut pas des ententes préélectorales avec les radicaux, la SFIO soutenant d'ailleurs en 1924 le gouvernement radical d'Édouard Herriot sans y participer. En mai 1924, du fait du nombre de réunions et d'appels au domicile de Blum à la suite de ce soutien inédit, son épouse Lise prend part pour la première fois à son action politique en devenant sa « secrétaire intérimaire ». La SFIO connait ensuite des fortunes électorales variables durant les années 1920, mais ne pâtit pas de la division avec le Parti communiste. En 1926, le mariage de son fils engendre la publication d'un article calomnieux : dans cet article, on affirme que Blum a fait vider son appartement et a envoyé des objets d'art et d'orfèvrerie valant des millions en wagon plombé, on affirme également que la famille Blum s'est exilée et ne reviendra plus. En mars 1927, le journal La Côte Auxiliaire l'accuse d'avoir acheté une somptueuse propriété sur la côte d'Azur, ce qui est faux. Blum répond avec ironie dans un article intitulé « Mon beau château ». Aux élections législatives de 1928, Blum est battu dans le département de la Seine par le communiste Jacques Duclos à l'issue d'une triangulaire et il doit attendre une élection partielle en 1929, à Narbonne à la suite du décès d'Yvan Pélissier, pour retrouver le Parlement grâce à l'appel de la fédération de l'Aude dirigée par Eugène Montel. Son principal adversaire dans cette élection est le candidat radical Roger Gourgon, « avocat, propriétaire viticulteur » qui invite les habitants à « confier l'honneur de les représenter à un homme de chez vous ». Gourgon est soutenu par le journal L’Éclair qui fait campagne contre Blum qualifié de « nouveau Juif errant ». Les autres candidats sont le communiste Raoul Calas et le Dr Paul Duplessis de Pouzilhac (socialiste indépendant). Le 3 mars 1929, son arrivée triomphale à Narbonne fait la une des journaux. Blum est ovationné par les militants réunis en congrès fédéral dans la salle des Synodes de l'hôtel de ville de Narbonne puis il se rend au siège du parti accompagné de Léon Hudelle, rédacteur en chef du Midi Socialiste, et du Dr Achille Lacroix, alors maire de Narbonne. Durant la campagne, Blum souhaite garder sa ligne de conduite habituelle et se garde du temps pour sa famille : il rend ainsi visite à son frère à Monaco. Marcel Cachin, qui fait le déplacement pour l'apostropher, l'accuse d'être « au service de la bourgeoisie catholique », Blum lui répond : « c'est vous, qui pour rester d'une façon immuable à la tête du PC, trahissez la classe ouvrière ». Le 14 avril 1929, Blum est élu au premier tour avec 5 886 voix contre 5 022 voix pour Gourgon et 589 voix pour Calas.
Précédé par Paul Faure, il exerce la fonction de président du groupe socialiste à la Chambre des députés du 15 octobre 1929 au 4 juin 1936, date à laquelle il forme son premier gouvernement, Paul Faure reprend alors la présidence. Il est le principal éditorialiste du journal Le Populaire.

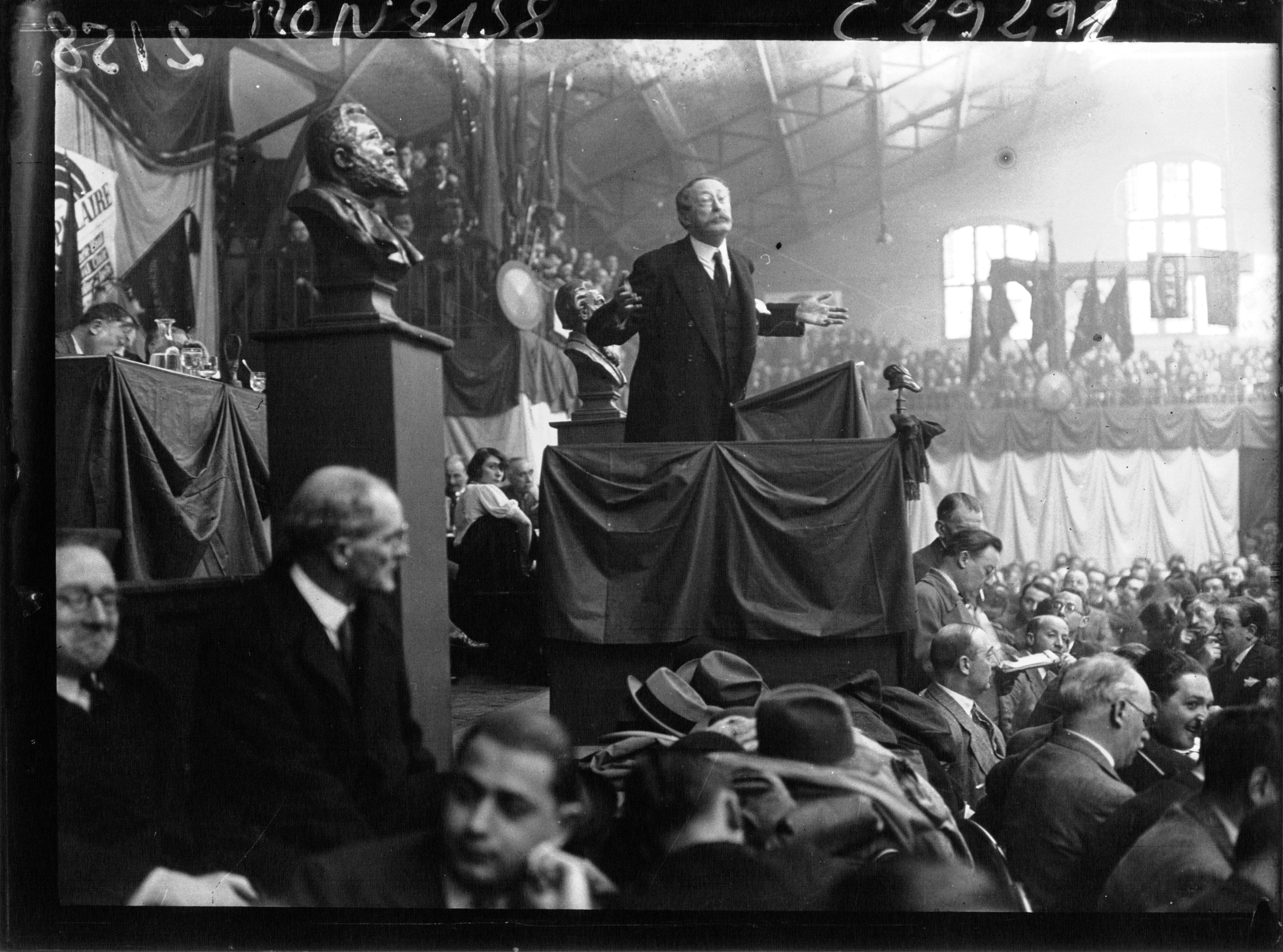
Discours de Léon Blum au congrès socialiste (photographie agence Meurisse, 1932, Paris).

Au début des années 1930, la France entre dans la crise économique. C'est aussi à ce moment, après la défaite de la droite parlementaire en 1932, que l'extrême droite prit un nouvel essor. Celle-ci était constituée d'organisations diverses, formées au début des années 1920, qui avaient de nombreux points communs, comme la dénonciation du régime parlementaire. A cette époque, Léon Blum touche un salaire de 2 000 francs pour la direction de son journal et la rédaction quotidienne de son éditorial comme il le confie au congrès de Toulouse le 21 mai 1934. Au début de l'année 1934, la SFIO lance une tournée de masse dans l'ensemble du pays. Le 6 février 1934, alors que les ligues de droite manifestent violemment dans les rues de Paris, Blum donne la confiance au gouvernement Daladier dans un « vote non de soutien mais de combat ». À l'appel de la SFIO, le 12 février 1934, une manifestation contre le fascisme est organisée, dans une décision de dernière minute les communistes décident finalement d'y participer et les deux cortèges se rejoignent place de la Nation.
Les attaques contre Blum continuent de pleuvoir. Ainsi, Pierre Gaxotte dit de lui : « sur un corps de pantin désarticulé, il promène la tête triste d'une jument palestinienne ». L'Humanité se joint parfois au torrent de haine et qualifie Blum de « vieille servante de la bourgeoisie, vieille séductrice des radicaux ».

### Vers le Front populaire

#### Rapprochement avec les communistes
Parmi les socialistes, deux grandes tendances se dessinaient sur le plan international pour lutter contre le fascisme. D'une part une frange plus à droite, incarnée par les Britanniques, les Scandinaves, les Tchèques et les Polonais qui voulaient adapter le socialisme aux classes moyennes ; et d'autre part une tendance de gauche incarnée par l'Italie, la Suisse, la France et la Belgique qui proposait « une tactique révolutionnaire de lutte prolétarienne pour la conquête du pouvoir […] ». Blum préconisait aussi d'insister sur les intérêts communs des classes moyennes avec les classes ouvrières.

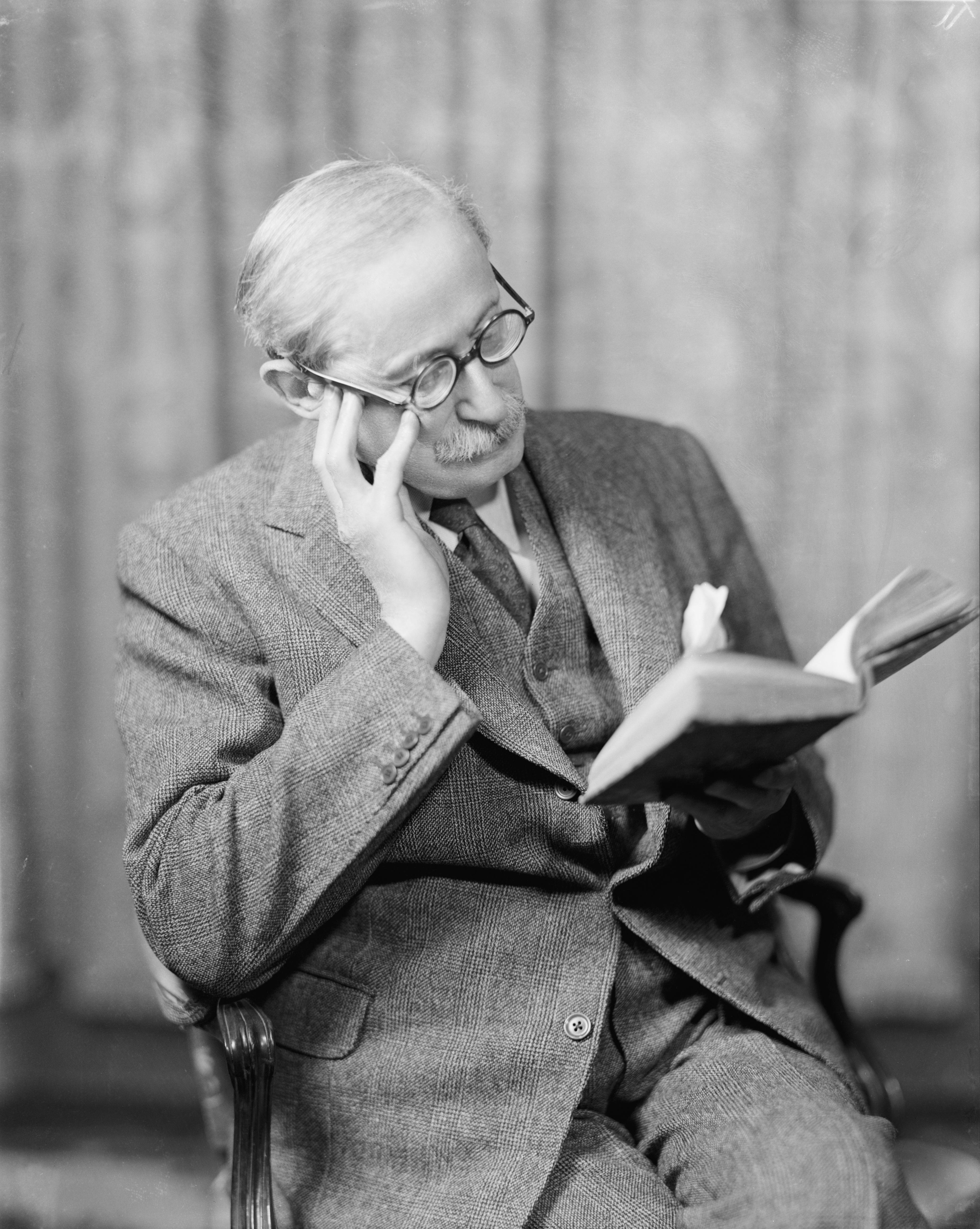
Léon Blum lisant, avant 1945.

Début juin 1934, des contacts se nouèrent entre la SFIO et le PC, les négociations avancèrent vite grâce à des concessions mutuelles (le PC étant poussé dans certains cas par l'Internationale communiste). Pour la première fois depuis la scission de Tours, ils sont liés par un engagement politique mutuel. L'accord conclu le 27 juillet n'avait pas de finalité électorale directe, mais était orienté vers l'action. Durant les élections cantonales d'octobre 1934, le désistement réciproque accepté pour la première fois fit progresser les deux partis alors que les radicaux régressaient.
En 1935, notamment au moment de la signature de l'alliance franco-soviétique, les tensions entre les tenants d'une guerre antifasciste et ceux qui attachent une importance primordiale à la paix s'intensifient encore.
À la suite des manifestations du 11 novembre 1934, des manifestants socialistes et communistes sont jugés le 18 mars 1935 au tribunal de Narbonne pour « provocation de militaires et outrages à agents de la force publique ». Blum arrive la veille du procès et loge comme d'habitude au Grand Hôtel. Il vient plaider en faveur des inculpés : il plaide l'incompétence du tribunal et demande un jugement « équitable et modéré ». Les manifestants sont tout de même condamnés à des peines légères, les Narbonnais sont furieux.
Le 19 mai 1935, une manifestation de commémoration de la Commune est organisée au Mur des Fédérés, Blum est vivement acclamé à l'issue de cette manifestation. La même année, Blum publie Les souvenirs sur l'affaire dans lequel il fait un parallèle entre le climat à l'époque de l'affaire Dreyfus et la situation politique française depuis les émeutes du 6 février 1934.

#### Vague d'antisémitisme
Une vague d'antisémitisme se manifeste déjà durant les mois qui précèdent l'arrivée de Blum au pouvoir. Celui-ci est haï et injurié comme rarement dans une vie politique française, pourtant de tout temps agitée. Charles Maurras appelle au meurtre et écrit dans L'Action française du 9 avril 1935 que Blum est « (un) Juif allemand naturalisé ou fils de naturalisé […], un monstre de la République démocratique […] Détritus humain à traiter comme tel […], un homme à fusiller, mais dans le dos, ». En cette année 1935, l'entreprise familiale n'est pas loin de déposer le bilan, contrairement à ce que les attaques antisémites disent de la richesse de Blum : en effet, un administrateur est nommé la même année pour gérer la société. En 1937, dans le journal antisémite Gringoire, Henri Béraud décrit Léon Blum ainsi « Les aïeux d'un certain Blum de notre connaissance s'appelaient encore Karfulkenstein, et grattaient leurs puces à l'ombre des Carpathes. », le journal mettant les années suivantes en doute la nationalité et le patriotisme de Léon Blum (« ton passeport Léon ! »). Béraud le qualifie aussi de « dromadaire », de « juif névropathe » et de « dormeuse parfumée du quai de Bourbon ». En 1959, son fils, Robert Blum, demande la saisie de la nouvelle édition du Petit Larousse illustré, dont l'article sur son père commence par « Blum (Léon Karfulkenstein. dit Léon) », reproduisant ce mensonge de la presse antisémite d'avant-guerre.

#### Agression de février 1936

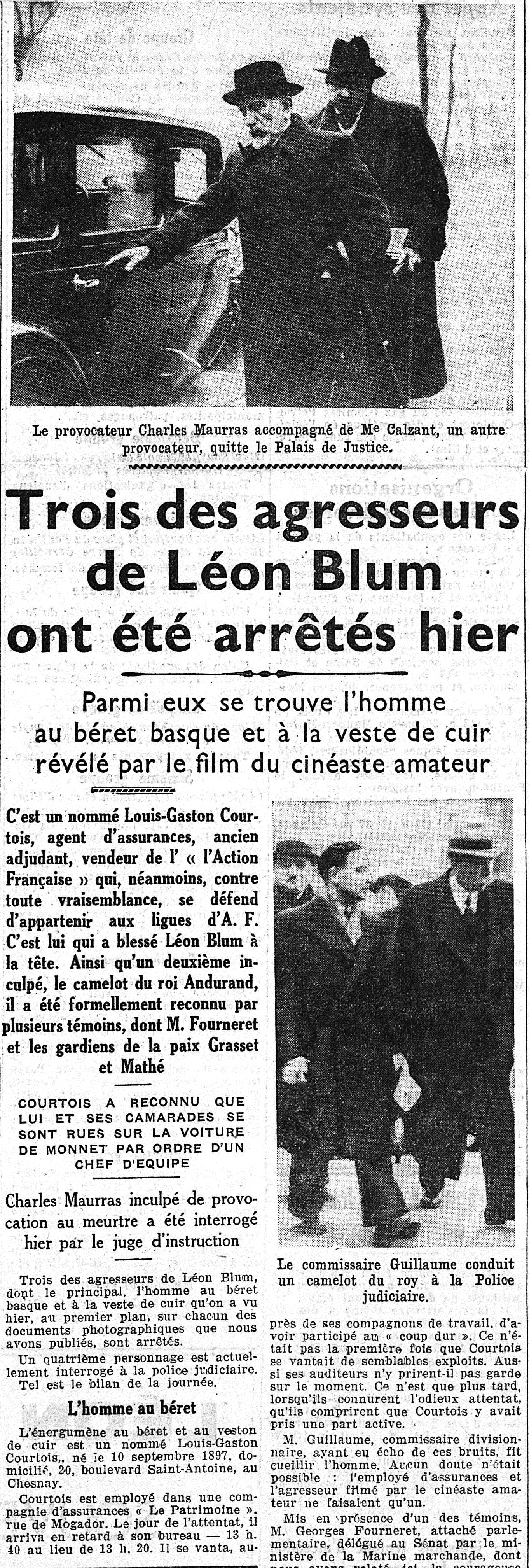
Charles Maurras et Georges Calzant sont interrogés par un juge d'instruction à la suite de l'agression contre Blum par des Camelots du roi et ligueurs de l'Action française (Le Populaire, 16 février 1936).

Le 13 février 1936 à 12h30, Blum rejoint Georges Monnet et Germaine, son épouse, au café Le Bourbon dans le but de profiter de la voiture de Monnet pour rentrer chez lui en cette journée de froid intense. Monnet prend le volant de sa Citroën, son épouse est à l'arrière avec Blum à sa droite. À l'angle du boulevard Saint-Germain et de la rue de l'Université, ils voient des hommes portant des brassards avec des fleurs de lys et une foule empêchant les voitures de circuler : il s'agit du cortège funèbre du royaliste Jacques Bainville. Un jeune homme de 25 ans le reconnaît dans la voiture et le désigne à la foule. Aussitôt, une dizaine, puis une vingtaine et enfin une cinquantaine de manifestants, dont des membres de l'Action française et des Camelots du roi, s'amassent autour de la voiture et crient : « Au poteau, au poteau Blum ! », « On va le pendre ! », « À bas Blum ! À mort ! Venez ! Nous le tenons ! ». Monnet baisse sa vitre afin de raisonner la foule, il en reçoit un coup de poing au visage et un crachat en direction de Blum. À coups de poing et de canne, un groupe de Camelots du roi réussit à ouvrir les portes arrière de la voiture et commencent à frapper Blum. Germaine se couche sur lui afin de le protéger et reçoit donc des coups. À l'avant, Monnet tente de repousser les assaillants qui défoncent la carrosserie, détruisent les phares et crèvent les pneus. Un des manifestants arrache le tube d'éclairage de la plaque d'immatriculation et brise la vitre arrière de la voiture. Blum est frappé à la tête et saigne abondamment. Deux policiers se faufilent jusqu'à eux et tentent de les exfiltrer sans succès, ce n'est que grâce à un groupe d'ouvriers ayant vu l'agression du haut de leurs échafaudages et qui leur portent secours que Blum échappe à une mort certaine. La concierge du 100 rue de l'Université refuse de leur ouvrir mais au 98, immeuble dans lequel travaillent les ouvriers, les concierges acceptent de les recueillir. Prévenu par un policier, le Dr Paul, médecin de la chambre des députés, arrive 20 minutes plus tard et fait hospitaliser Blum à l'Hôtel-Dieu. Arrivé sur les lieux, le directeur de la police s'occupe personnellement du transfert de Blum à l'hôpital.  
Il est soigné au sein de la salle Saint-Jean de l'Hôtel-Dieu et examiné par son neveu, le Dr Jacques-Charles Bloch. Il a des ecchymoses au front, des plaies sur les ailes du nez et les joues, deux plaies profondes au niveau de l'oreille gauche et, bien plus grave, une rupture de la veine temporale. Une fois les plaies lavées, le chirurgien effectue deux points de suture afin de stopper l’hémorragie. L'équipe médicale se veut rassurante : si Blum a perdu beaucoup de sang, aucun organe vital n'a été touché. Blum est entendu par le magistrat et le greffier, et considérant que ses agresseurs ont été empoisonnés par la presse d'extrême droite, il refuse de porter plainte. 

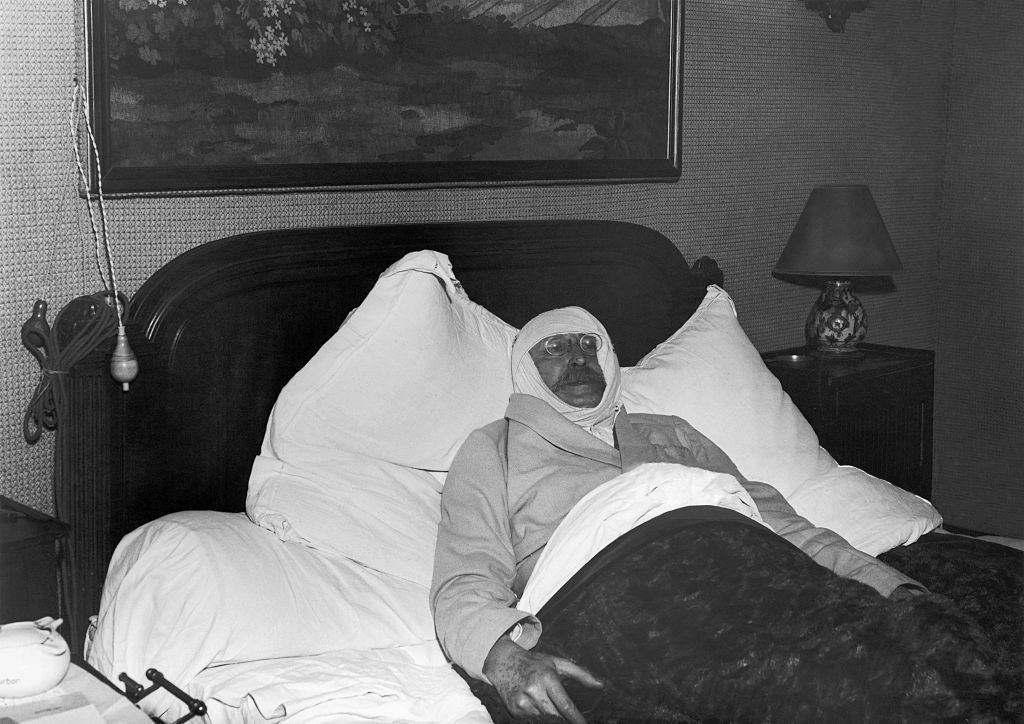
Léon Blum après le lynchage de février 1936.

Le jour même à 14h30, il est autorisé à rentrer chez lui et deux gardes sont postés devant son domicile pour sa protection. Sur demande des médecins, Blum doit rester alité et se reposer deux semaines durant, il ne doit pas recevoir de visite et ses plaies doivent être régulièrement surveillées pour prévenir toute infection. 
Le gouvernement Sarraut décrète la dissolution de la Ligue d'Action française, des Camelots du roi et de la Fédération nationale des étudiants d'Action française. Eugène Montel envisage des représailles, mais Blum appelle au calme. Les jeunes socialistes de sa circonscription éditent la photographie de Blum portant son bandage et la distribuent aux habitants. Le 16 février 1936, une manifestation de soutien rassemblant 250 000 personnes est organisée entre Panthéon et Nation. Les allées et venues incessantes ne permettent pas à Blum de se reposer donc la décision est prise quelques jours plus tard dans le plus grand secret de quitter Paris pour aller se reposer dans le Midi, dans la maison de Michelle et Vincent Auriol à Muret. 
L'agression a été filmée par un opérateur amateur, Gérard Bennett, qui revenait par hasard d'un mariage muni de sa caméra. Le chapeau de Blum est retrouvé dans les locaux du mouvement royaliste lors de la perquisition. Les agresseurs sont identifiés : Léon Andurand, Édouard Aragon, architecte de 50 ans, et Louis-Gaston Courtois, ancien adjudant, employé de 38 ans dans une compagnie d’assurances et vendeur de L'Action française sont condamnés à des peines de 15 jours à trois mois de prison en avril 1936 par le tribunal correctionnel de Paris.
Les historiens Louis Bodin et Jean Touchard observent que « L'Action française ne revendique pas ce coup d'éclat ; au contraire, le récit qu'elle en fait [le 14 février 1936] inverse singulièrement les rôles » en attribuant « toute la responsabilité de l'incident » à un Blum soi-disant provocateur et insolent, et le beau rôle aux ligueurs et Camelots du roi qui auraient protégé le député socialiste de « la fureur du public ». L'historien Frédéric Monier relève également que des « journaux d'extrême droite évoquent « l'incident Blum » et cherchent à en minorer la violence, voire à en justifier l'éclatement. (…) L'inversion de la culpabilité se retrouve dans plusieurs journaux de droite, qui rejettent la faute de l'agression sur les victimes:121. »
Et Maurras réitère ses menaces de mort contre Léon Blum le 15 mai 1936 : « C'est en tant que juif qu'il faut voir, concevoir, entendre, combattre et abattre le Blum. Ce dernier verbe paraîtra un peu fort de café : je me hâte d'ajouter qu'il ne faudra abattre physiquement Blum que le jour où sa politique nous aura amené la guerre impie qu'il rêve contre nos compagnons d'armes italiens. Ce jour-là, il est vrai, il ne faudra pas le manquer… il conviendra que M. Blum soit guillotiné dans le rite des parricides : un voile noir tendu sur ses traits de chameau ». Et Pierre Gaxotte dans Candide du 7 avril 1938 : « Entre la France et l'homme maudit, il faut choisir. Lui, il incarne tout ce qui révolte notre sang et notre chair. Il est le mal. Il est la mort,,:123. »
En juillet 1936, Maurras est condamné pour « provocation au meurtre » à de la prison ferme. Il reçoit de très nombreuses marques de soutien dont celles du pape Pie XI, de mère Agnès (sœur aînée de sainte Thérèse de Lisieux et supérieure du Carmel). Le 8 juillet 1937, entre 40 000 et 60 000 personnes viennent même rendre un hommage dit « national » à Maurras à l’occasion de sa libération au Vélodrome d’Hiver, en présence de la maréchale Joffre, Léon Daudet, Pierre Taittinger, Xavier Vallat.

### Front populaire

#### Victoire électorale de 1936

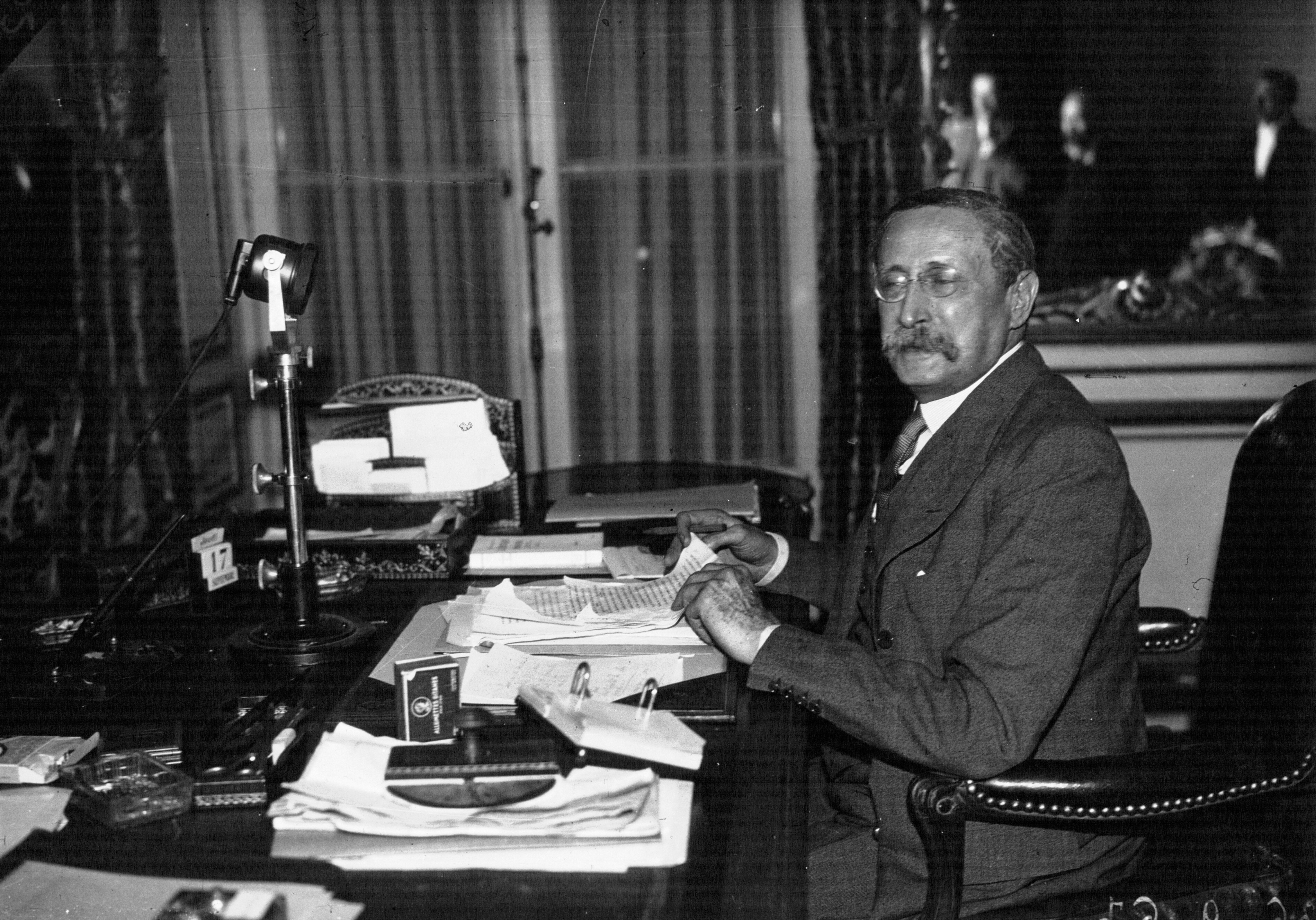
Léon Blum (photographie agence Meurisse, 1936, Paris, BnF, département des estampes et de la photographie).

C'est le dirigeant communiste Maurice Thorez qui, par des articles dans L'Humanité, appelle à la formation d'un large « Front populaire » (citant Eugen Fried, représentant de l'Internationale communiste en France), après que le courant Bataille socialiste a proposé l'unité d'action dès février 1934 (en particulier par la voix de Jean Zyromski et Marceau Pivert), suivi par le communiste Jacques Doriot (le projet avait alors été rejeté par Moscou et Doriot exclu du PC). Thorez présente d'ailleurs son projet quelques semaines plus tard devant la Chambre des députés. Il propose aussi d'associer à ce Front populaire les radicaux, qui étaient à l'époque liés à la droite et le parti le mieux représenté à la Chambre. Blum fut conseillé par Georges Boris.
Blum repart en campagne le 10 avril 1936, quelques jours avant le premier tour des élections, avec un meeting organisé au théâtre du Capitole de Toulouse : la salle est comble et 5 000 personnes restent dehors.
Les accords du Front populaire permettent la victoire aux élections législatives françaises d'avril/mai 1936 et débouchèrent sur le premier gouvernement à dominante socialiste de la IIIe République. Blum, ayant reçu le soutien renouvelé du comité national du parti socialiste le 10 mai 1936 à l'hôtel Moderne, devient président du Conseil à partir du mois de juin. Il « ne se charge d'aucune responsabilité particulière pour se consacrer tout entier à la direction du gouvernement ». Le gouvernement est alors composé seulement de socialistes et de radicaux, les communistes le soutenant de l'extérieur. Ce gouvernement de Front populaire est aussi le premier à comprendre des femmes — trois sous-secrétaires d'État, Cécile Brunschvicg, Irène Joliot-Curie et Suzanne Lacore —, alors qu'à cette époque elles n'ont pas encore en France le droit de voter. Blum avait fait cette promesse lors de la Journée internationale des femmes socialistes de 1932.
Les raisons de la victoire électorale du Front populaire sont multiples : crise économique, montée en puissance d'Adolf Hitler (p.e. remilitarisation de la Rhénanie le 7 mars 1936), scandales financiers, instabilité du gouvernement de la législature de 1932, existence des ligues d'extrême droite, armées et de plus en plus nombreuses, émeutes du 6 février 1934. Tous ces éléments ont participé à son émergence.
Le 24 mai 1936, dernier dimanche de mai, comme le veut la tradition, les organisations ouvrières défilent devant le mur des Fédérés. Il y a 600 000 manifestants, plus que l'année précédente. Le 30 mai 1936, il intervient après Mireille Osmin et Germaine Picard-Moch lors de la Journée internationale des femmes socialistes au gymnase Japy.

#### Gouvernement de Léon Blum

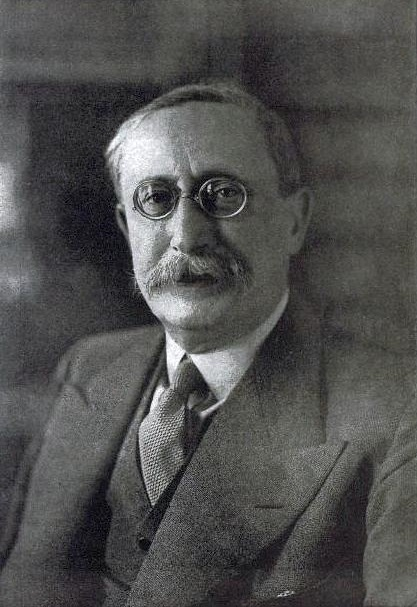
Léon Blum en 1936.

Les résultats donnant le Front populaire vainqueur aux élections donnent beaucoup d'espoir au sein du prolétariat, qui déclenche une grève générale spontanée. Le socialiste Marceau Pivert exhorte Blum à prendre le pouvoir immédiatement, en se basant sur cette mobilisation populaire et sans attendre la passation de pouvoir officielle. Mais Blum préfère attendre et présente son premier gouvernement à l'Assemblée nationale le 6 juin 1936. Albert Sarraut présente la démission de son gouvernement au président de la République le 4 juin 1936, celui-ci convoque Blum afin de composer le nouveau gouvernement. Dès son arrivée, Blum lui présente la liste complète du nouveau cabinet.
Ces grèves obligent néanmoins le patronat à négocier avec les salariés et leurs syndicats, et à concéder des congés payés et une baisse du temps de travail.
Les accords de Matignon sont signés dans la nuit du 7 au 8 juin 1936.
Le 20 juillet 1936, il reçoit un télégramme de José Giral, président du conseil espagnol, lui demandant de l'aide contre les insurgés militaires mais dans la guerre d'Espagne, il est empêché d'intervenir ouvertement par l'opposition des radicaux, de certains socialistes pacifistes et du Royaume-Uni de Stanley Baldwin, principal allié de la France, sans oublier l'activisme de l'extrême droite et d'une partie de la droite. Il doit choisir, contre l'avis des communistes, la non-intervention. Il y a cependant une aide clandestine, organisée par Pierre Cot et Jules Moch, bien faible au regard de l'aide fournie par l'Allemagne et l'Italie à Franco. A Narbonne, le comité d'entraide pour l'Espagne recueille des fonds et fournit des combattants aux républicains. On peut noter que les rapports avec l'Italie sont beaucoup plus difficiles qu'avec l'Allemagne (→ Relations entre la France et l'Italie).

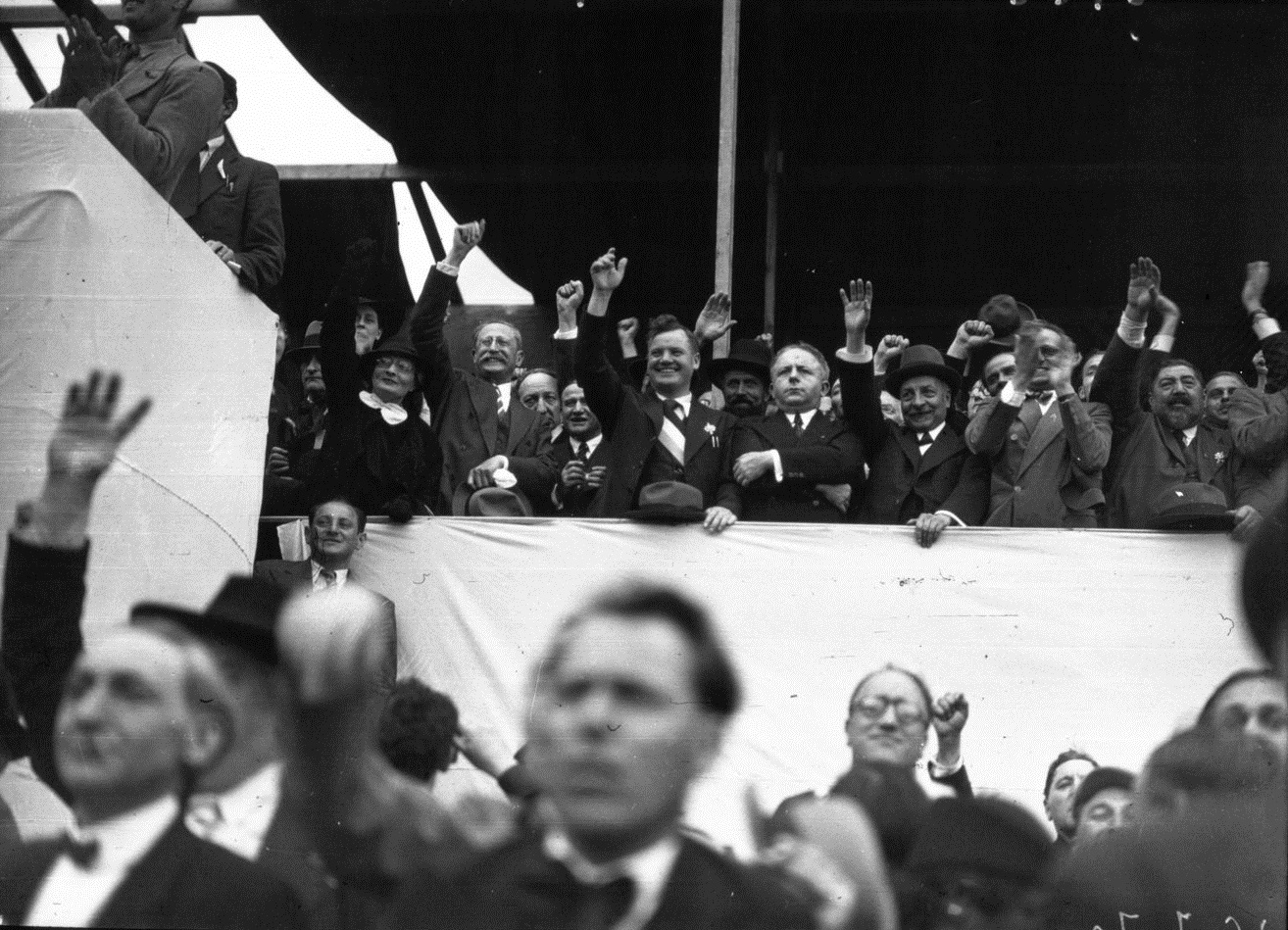
Manifestation du Rassemblement populaire, 14 juillet 1936 0.

Sur le plan intérieur, le gouvernement Blum parvient à résoudre la crise sociale. Mais dès l'été 1936, il doit faire face à diverses difficultés, parmi lesquelles la dévaluation du franc français à cause de la situation monétaire et la politique financière en général, qui transformèrent l'inquiétude de la droite en opposition résolue. Dix milliards de francs auraient franchi la frontière suisse du fait de la peur des plus fortunés.
Les attaques contre le Front populaire et ses figures sont particulièrement nombreuses et d'une rare violence. Les calomnies de l'extrême droite visent toutes les personnalités du Front populaire. Elles ont notamment pour conséquence le suicide du ministre de l'Intérieur Roger Salengro, proche ami de Léon Blum. Il exerce ainsi par intérim ses fonctions de ministre de l'intérieur du 19 au 24 novembre 1936, date à laquelle Marx Dormoy lui succède.
Dans la presse française se forment deux camps bien distincts, d'une part les partisans du Front populaire (L'Humanité, Le Populaire, L'Œuvre, Vendredi, Marianne, etc.), d'autre part les opposants de droite et d'extrême-droite (L'Action française, L'Écho de Paris, L'Ami du peuple, le Jour, Candide, Gringoire, Je suis partout, etc.) qui le qualifient d'« hystérique », de « névropathe », de « grande coquette ». Léon Daudet dit de lui que c'est un révolutionnaire « en gants gris perle ». Entre ces deux positions de soutien et de rejet, très peu de journaux ou d'hebdomadaires jouent la carte de la neutralité. La presse allant dans le sens du Front populaire est largement plus faible que la presse d'opposition, et l'une comme l'autre ont contribué à l'échec du gouvernement de Front populaire. C'est dans la presse étrangère, notamment anglo-saxonne, que paraissent les analyses les plus objectives.
La mobilisation en faveur de Blum est totale : son fils Robert fait éditer chez Gallimard ses discours prononcés entre mai 1936 et janvier 1937 sous le titre De L'exercice du pouvoir, Flammarion réédite Du Mariage, Souvenirs sur l'Affaire Dreyfus et les Nouvelles conversations. La même année, le journaliste Marc Vichniac écrit une biographie élogieuse de Blum.
En février 1937, Blum s'adresse aux employés des entreprises nationalisées par un message radio-diffusé : « un temps de pause est nécessaire » après huit mois de réalisations. Blum s'est expliqué à Saint-Nazaire puis à la chambre des députés : il est impossible de mener en même temps des réformes sociales et l'effort d'armement au même rythme. Cela déclenche la consternation des communistes, de la CGT et même d'une partie de la SFIO. Il a renoncé au contrôle des changes et a réduit le programme des grands travaux face aux difficultés économiques. Il demande à son ministre des Finances de lancer un emprunt à long terme, celui-ci est couvert en quelques heures.
Le 16 mars 1937, alors que Blum et Thérèse sont à l'opéra Garnier pour écouter l'orchestre dirigé par Thomas Beecham jouer du Berlioz et du Haydn, des échauffourées éclatent à Clichy : il s'agit de la fusillade de Clichy. 300 à 400 membres du Parti social français (regroupant les Croix-de-feu dissous) ont organisé une projection du film La Bataille au cinéma l'Olympia, place de la Mairie, et 5 000 manifestants sont venus protester contre leur évènement. Blum est prévenu et quitte la soirée pour aller sur place avec Thérèse. Le ministre de l'intérieur arrive à 22 heures avec André Blumel qui reçoit deux balles en traversant la place de la Mairie, l'une à l'aisselle et l'autre à la jambe. Il y a plus de 300 blessés, Thérèse et Léon se pressent à leur chevet à minuit à l'hôpital Beaujon. Après cet épisode, Blum subit une nouvelles vagues d'insultes. Trois ans plus tard, Maurice Thorez écrit à propos de la fusillade : « L'assassin des ouvriers de Clichy sort de sa loge à l'Opéra, raide sous l'habit de cérémonie, guindé dans son plastron, ganté de blanc, le chapeau haut-de-forme à la main, la pelisse sur les épaules ».
À la suite de la fusillade, son ministre de l'intérieur Marx Dormoy lui propose sa démission mais Blum la refuse. Le lendemain, il écrit à Georges Bonnet : « Il m'est impossible d'admettre que, alors que je suis chef du gouvernement, des gardes mobiles ont fait couler le sang des ouvriers. Voulez-vous prendre ma place ? Je ne peux pas rester. »
En mars 1937, Jean Boissel écrit un article dans lequel il menace Léon Blum : « Eh bien ! Non, Juif, tu n'es à l'abri nulle part ; nous craignons fort que tu perdes complètement la tête », il ajoute, comme si cela n'était pas assez explicite : « N'oubliez pas que la princesse de Lamballe a eu la tête coupée et présentée au bout d'une pique à la reine Marie-Antoinette ». Pour cet article, il est condamné à 4 mois de prison et 25 francs d'amende en janvier 1938.
Marceau Pivert s'éloigne de Léon Blum, déçu par la pause économique et opposé au militarisme. À la suite d'un débat houleux au sein de la SFIO, son groupe, la Gauche révolutionnaire, est déclaré dissout : la rupture est consommée.
L'Exposition des arts et des techniques de 1937, promise comme le triomphe du Front populaire accuse un retard de plusieurs semaines malgré les efforts de Jules Moch : les grèves sur le chantier se sont multipliées et plusieurs entreprises ont saboté le travail. Le 24 mai, l'inauguration a lieu parmi les gravats et les échafaudages.

#### Échec du Front populaire

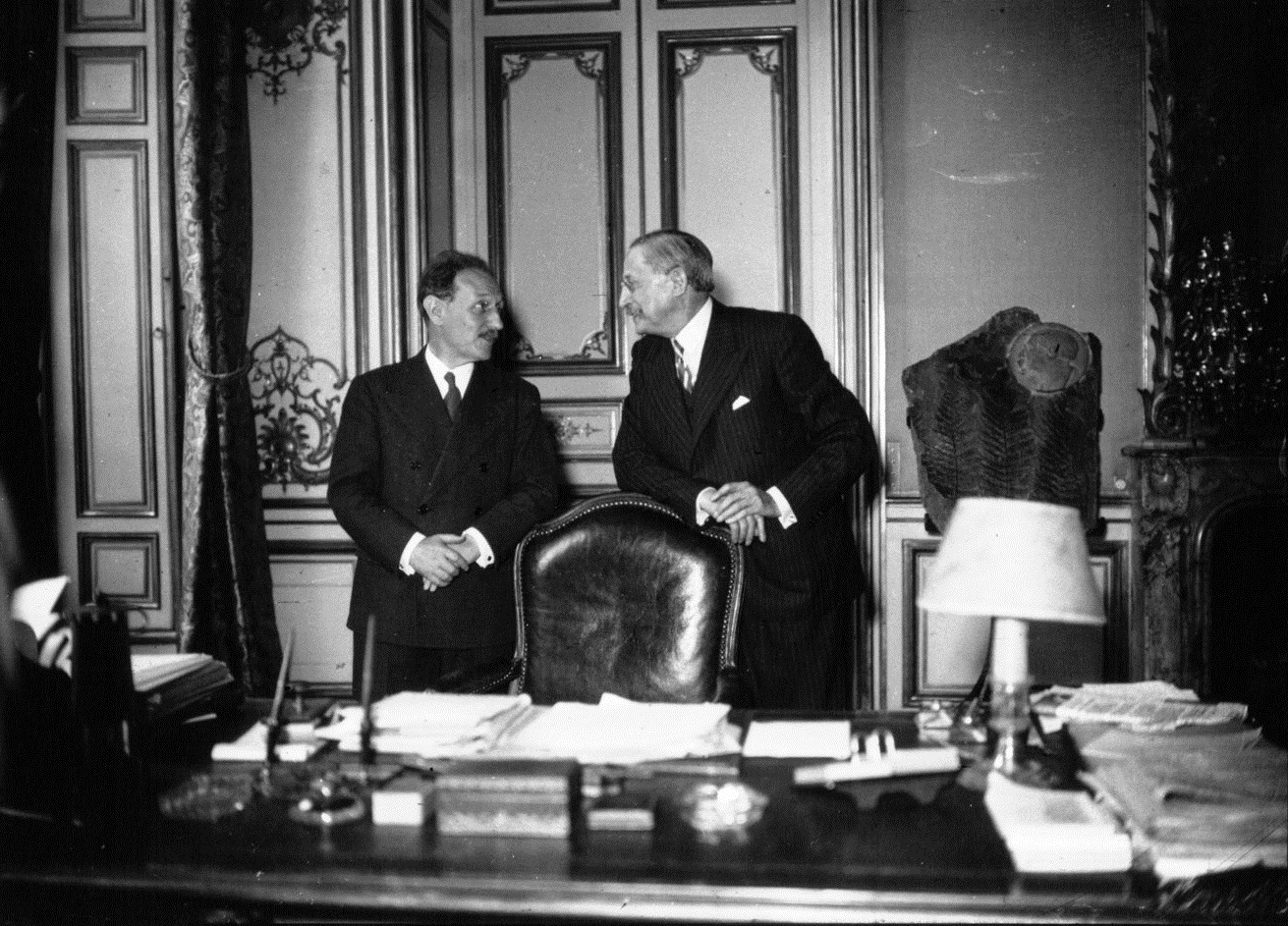
Passation de pouvoirs entre Léon Blum et Camille Chautemps, nouveau président du Conseil, à l'hôtel Matignon, en 1937.

Blum remet sa démission en juin 1937, et il est remplacé par un gouvernement radical dirigé par Camille Chautemps. Celui-ci lui propose le poste de vice-président du conseil, Jules Moch lui intime de refuser mais Blum lui répond qu'il faut l'accepter comme un sacrifice pour éviter de porter une responsabilité dans la fin du Front populaire si celui-ci disparaît. Les insultes et les menaces continuent : le 24 août 1937, Blum se rend chez son ami Alexandre Israël, sénateur radical-socialiste, qui vient de décéder. La présence de plusieurs ministres entraîne la mobilisation d'un service d'ordre ; à sa sortie, Blum est insulté et menacé par Maria Meïer. Un membre du service d'ordre et un inspecteur interpellent cette femme et l'emmènent au commissariat. Interrogée, elle dit ne pouvoir supporter « qu'un israélite soit membre du gouvernement ». Huit jours plus tard, la 11e chambre de police correctionnelle la condamne à 6 jours de prison pour « outrage à magistrat de l'ordre administratif ».
En mars 1938, il forme son deuxième gouvernement avec la participation de Pierre Mendès France comme sous-secrétaire d'État au Trésor, mais il est renversé trois semaines plus tard par le Sénat. La défaite définitive du Front populaire a lieu en septembre-décembre 1938 avec l'arrivée au pouvoir d'Édouard Daladier, qui s'allie avec la droite plutôt qu'avec la SFIO.
Selon Serge Berstein, les choix intellectuels de Léon Blum sont pour beaucoup dans l'échec politique de l'expérience du Front populaire. Notamment, sa conviction que seul le prolétariat constitue l’instrument de la transformation sociale et le refus de prendre en compte les classes moyennes qu'il tient pour un groupe résiduel condamné par l’évolution économique. Enfin, l'affirmation que le marxisme constitue la seule clé valable de lecture du monde des années 1930 et que « toute révision des idées de Marx constituerait un sacrilège ». Pour lui, Léon Blum en arrivant au pouvoir est resté l'homme dont l'action gouvernementale est totalement inspirée par les idées du Parti socialiste. Ainsi, il est emporté en juin 1937 par le vote négatif des sénateurs radicaux qui traduisent « la révolte des classes moyennes, clientèle du radicalisme contre ce qui leur apparaît comme une politique de classe ».
Le bilan du Front populaire est mitigé, mais cette brève expérience permet tout de même un nombre important d'avancées dans de nombreux domaines, en particulier dans le domaine social : congés payés (obtenus à la suite de grèves, mais ils figurent déjà dans la profession de foi de Jean-Baptiste Lebas, futur ministre du Travail), semaine de quarante heures, établissement des conventions collectives, prolongement de la scolarité à 14 ans, etc. La relance des dépenses d'armement, priorité absolue devant les dépenses sociales, est également à mettre à son crédit. Le 25 septembre 1936, Blum signe avec Londres et Washington un accord monétaire plaçant la valeur du franc entre 43 et 49 milligrammes d'or contre 65,5 milligrammes précédemment.

#### Face à la conférence de Munich
Lors des accords de Munich pour régler la crise des Sudètes et tenter d'éviter la guerre, en septembre 1938, Léon Blum n'exerce aucune fonction gouvernementale.

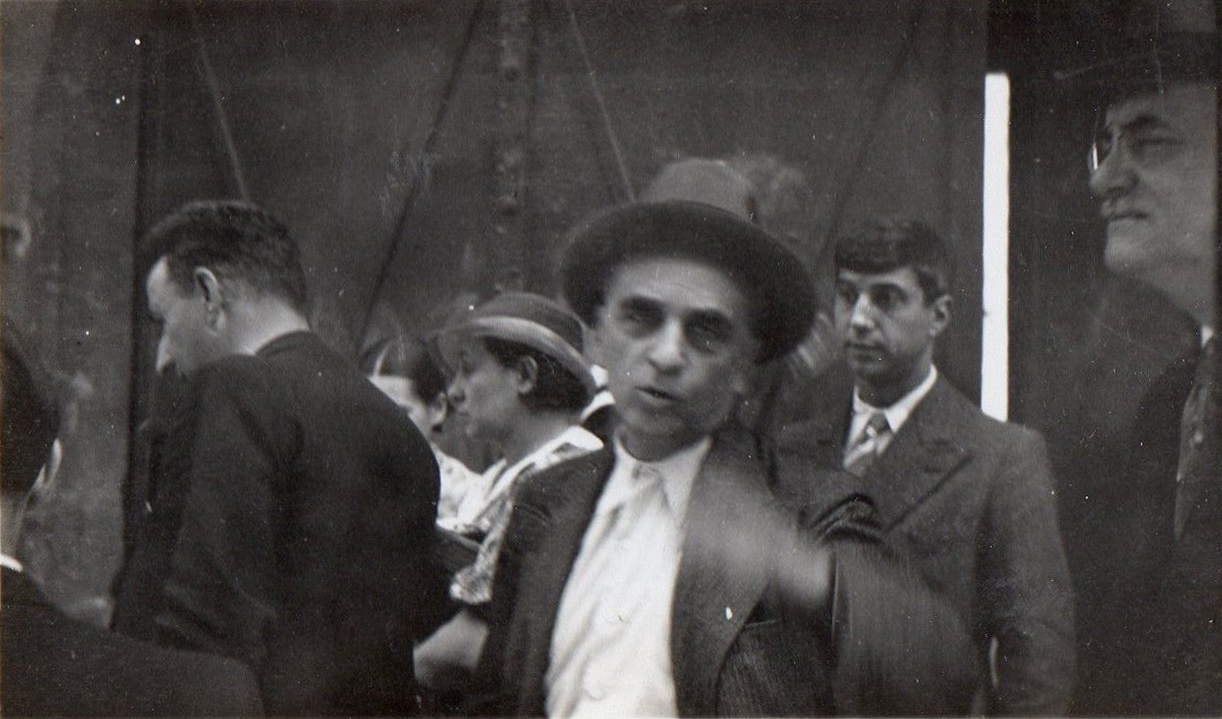
Paul Faure (au centre) et Georges Monnet (à l'arrière-plan).

Le 8 septembre, pendant les négociations et avant la signature des accords, il s'exprime ainsi : « il n'est pas possible que la souveraineté et l'indépendance de la Tchécoslovaquie lui soient maintenant arrachées lambeau par lambeau. […] Ce qui est en cause, c'est le sort de l'Europe, le sort de la liberté en Europe, Grande-Bretagne et France comprises »:435. Le jour de la réunion de la conférence, le 20 septembre, il pense que « la guerre est probablement écartée. Mais dans des conditions telles que moi, […] je n'en puis éprouver de joie et que je me sens partagé entre un lâche soulagement et la honte:435-6. » Le 29 septembre, jour même de la conférence, semblant se parler à lui-même, il considère qu'« on commettrait une grave erreur si on contrariait en quoi que ce soit cet espoir et cette joie, car ils sont en eux-mêmes une puissance de paix et une chance de paix:411 ». Le lendemain de la signature des accords de Munich, le 1er octobre, il fait part de son « sentiment de délivrance:411 » et cinq jours après, le 5 octobre, il va à l'encontre de l'opinion dominante et de la position pacifiste de Paul Faure en publiant dans Le Populaire un éditorial où il « demande un effort de surarmement plus intense et plus hâtif:412. »
Son attitude a longtemps été controversée : il est tantôt qualifié de « munichois », tantôt (le plus souvent) d'« antimunichois ». Il apparaît aujourd'hui comme acquis qu'étant intimement opposé aux accords, il a cédé à l'ivresse générale qui s'est alors emparée de l'opinion publique ainsi que de la grande majorité de la classe politique. Dans son propre parti, l'ancienne tendance de Marceau Pivert, bien que désormais démissionnaire, dispose d'une influence réelle et Blum n'ose pas affronter directement ses militants. Comme on le constate ci-dessus, il semble approuver les accords le jour de leur signature ainsi que dans les quelques jours suivants. Néanmoins, quelque temps après, il se ravise et il montre une fermeté croissante envers les gouvernements fascistes et dans l'effort pour le réarmement de la France, au prix de la division de son propre parti. L'unité de la SFIO n'éclate pas publiquement avant le vote du 10 juillet 1940 à Vichy mais jusqu'à cette date, la ligne politique pacifiste des « paul-fauristes », tenant l'appareil du parti, s'oppose de plus en plus durement à la résolution du courant blumiste regroupé autour du Populaire et de Georges Monnet:410-6.

### Seconde Guerre mondiale

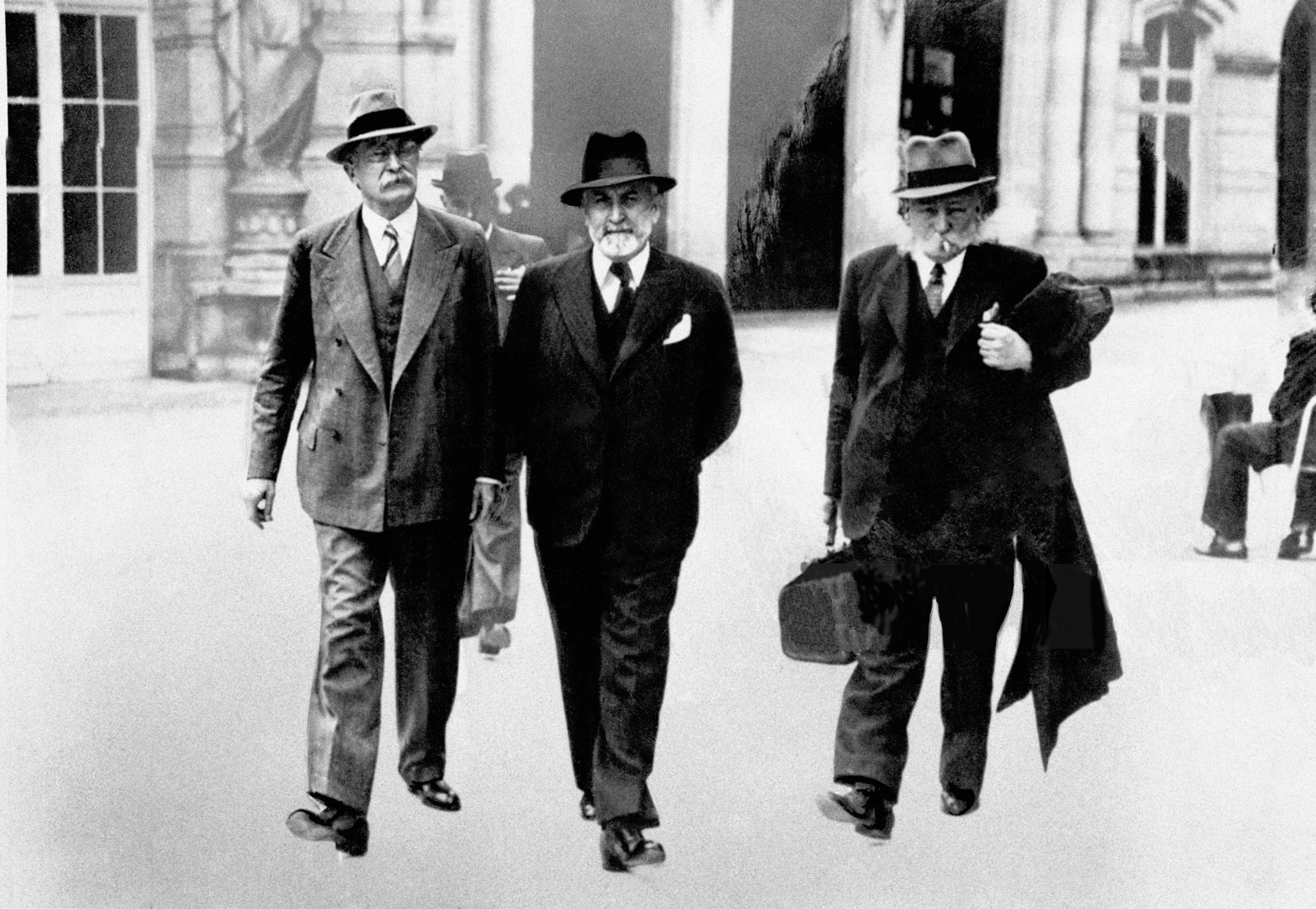
Léon Blum et Marx Dormoy sortant du théâtre du Grand Casino de Vichy où siège l'Assemblée nationale en juillet 1940.

Léon Blum condamne l'attitude du Parti communiste français (PCF) face au pacte germano-soviétique, attitude qui provoque le départ d'un certain nombre de communistes qui se tournent vers la Section française de l'Internationale ouvrière (SFIO), avec l'aval de Léon Blum, mais contre l'avis d'autres socialistes. Blum se met aussi à dos une partie des socialistes en particulier Paul Faure à cause de ses positions non pacifistes.
Survient la débâcle. Le 9 juin 1940, Léon Blum emmène sa famille à Montluçon, municipalité de Marx Dormoy. En compagnie de celui-ci, il rentre ensuite à Paris le 11 juin, croyant Paul Reynaud et Georges Mandel toujours présents dans la capitale. Blum et Dormoy s'avisent alors de l'absence de tout membre du gouvernement. Ils visitent la Chambre des députés déserte avant de regagner Montluçon, où ils apprennent que le gouvernement s'est réfugié à Bordeaux. Les deux socialistes y parviennent à leur tour, tant bien que mal en plein exode, dans la nuit du 14 au 15 juin:632. Autrefois confiant en la réputation « républicaine » de Philippe Pétain,, Blum apprend avec stupeur l'attitude capitularde du Maréchal le 15 juin:632. Affecté par la chute du gouvernement Paul Reynaud survenue le lendemain, le chef socialiste croit encore au départ imminent des ministres devant l'avancée des troupes allemandes:428. Il donne son aval à la participation de deux membres de la SFIO (Albert Rivière et André Février) au gouvernement Philippe Pétain:633, mais il ne nourrit plus aucune illusion vis-à-vis du Maréchal:432-3, à plus forte raison lorsque ce dernier, dans son discours du 20 juin, impute la responsabilité de la défaite à « l'esprit de jouissance », désignant ainsi le Front populaire comme bouc émissaire:187,:636. Le 26 juin, à l'invitation d'Eugène Montel, dont le gendre possède le château de l'Armurié à Colomiers, près de Toulouse, il s'y installe avec Vincent Auriol.
Bien qu'isolé, suscitant l'hostilité de plusieurs hommes politiques et rejeté par nombre de ses camarades socialistes, Léon Blum se rend à Vichy:636. Lors du vote des pleins pouvoirs à Pétain (10 juillet 1940), il fait partie des quatre-vingts parlementaires de l'Assemblée nationale (réunion de la Chambre des députés et du Sénat) qui votent contre, mais le dirigeant socialiste ne prend pas la parole de crainte que son intervention déclenche publiquement le reniement de la majorité de son groupe parlementaire:455,:188. La peur de Laval, les intimidations du ministre de l'Intérieur Adrien Marquet, l'issue de Mers-el-Kébir (3-6 juillet 1940) et le pacifisme peuvent en partie expliquer que la quasi-totalité des 569 élus présents aient voté les pleins pouvoirs, mais Léon Blum est extrêmement affecté de la désaffection de nombre de siens : « […] D'un autre côté, Léon Blum ne peut qu'être frappé par le fait que des centristes, chrétiens ou conservateurs, aient résisté et voté contre le projet Laval:436. » Ces derniers sont cependant très peu nombreux. En revanche, nombre de parlementaires socialistes proches de Blum qui ont pu être présents votent contre (par exemple Vincent Auriol, Jean Biondi, François Camel, Félix Gouin, Isidore Thivrier) ; d'autres ne peuvent voter car ils sont prisonniers (dont Jean Bouhey), ou morts au combat (comme Léo Lagrange).
La Cour suprême de justice est instituée par Pétain, en juillet 1940, pour désigner de prétendus responsables politiques de la guerre à l'opinion. Un grand nombre d'hommes politiques sont condamnés. Blum, qui est revenu à Colomiers le 12 juillet, s'en indigne. Il y reçoit une invitation de Roosevelt à partir pour les États-Unis, rencontre de nombreux socialistes (Jules Moch, Vincent Auriol, Daniel Mayer…), entend l'appel du 18 Juin. Le 15 septembre 1940, Il est arrêté, en dépit de son immunité parlementaire, avec Eugène Montel, et interné en France au château de Chazeron dans le Puy-de-Dôme, puis au château de Bourassol (à Ménétrol) à la mi-novembre, non loin de Clermont-Ferrand. Ces lieux de détention deviennent le lieu de ralliement des socialistes résistants, comme Jean Pierre-Bloch, Félix Gouin son avocat ou André Philip. L'ancien chef de gouvernement se tient consciencieusement au courant de la situation et exhorte ses camarades à résister.

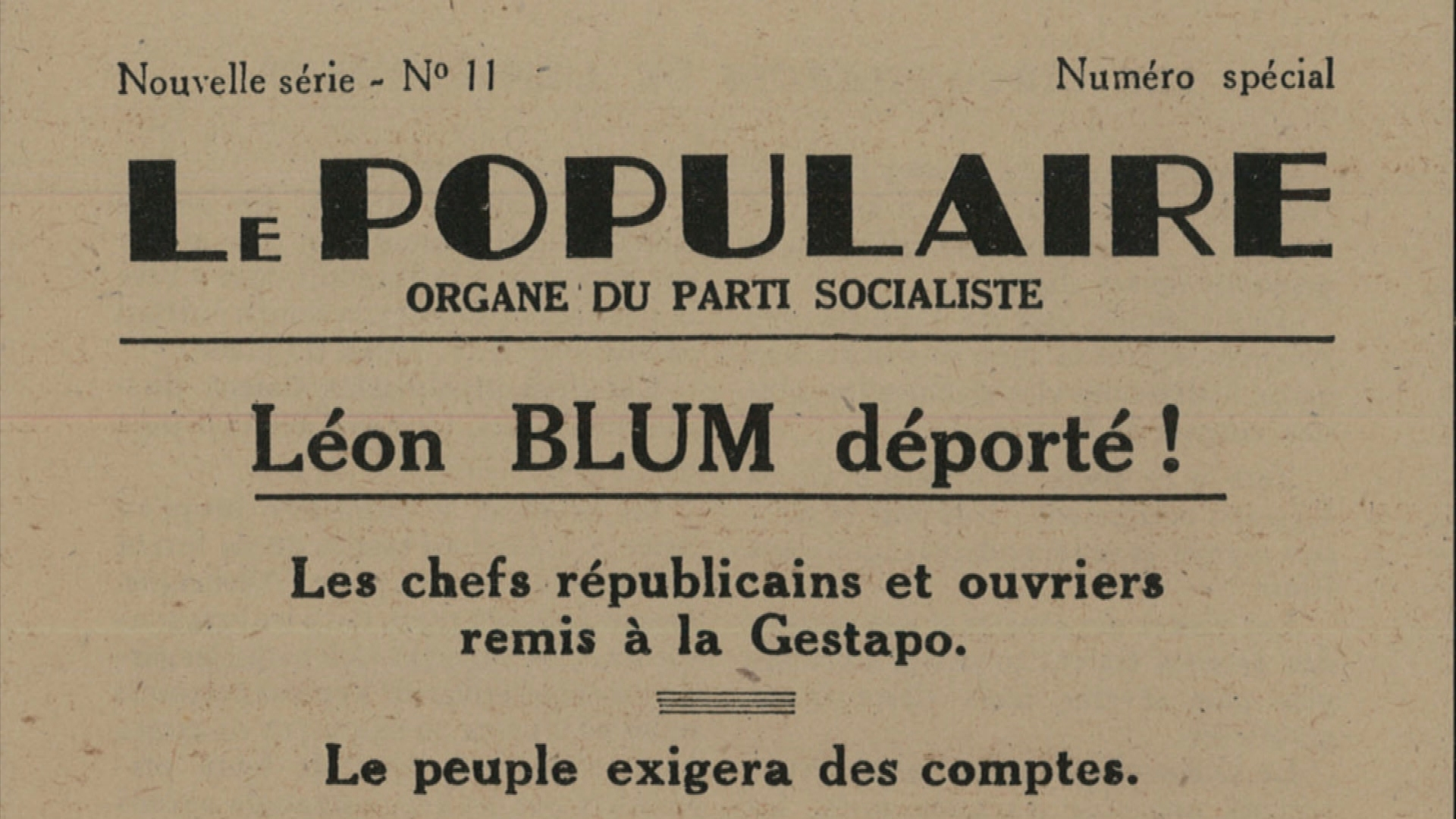
« Léon Blum déporté ! », titre en une du Populaire, édition clandestine de l'organe du parti socialiste (1942).

Lors du procès de Riom, il est traduit, avec Édouard Daladier, devant la Cour suprême de justice, mais leur défense entraînent une suspension sine die du procès. Au-delà de Blum ou Daladier, ce sont les présidents du Conseil et les membres du Front populaire qui sont visés. Le régime de Vichy leur reproche notamment d'être responsables de la défaite en ayant prétendument empêché le réarmement de la France par la mise en place de réformes sociales. Blum démontre que le réarmement n'a jamais été aussi intense que sous le Front populaire, au contraire des gouvernements l'ayant précédé, dont un qui eut pour ministre de la Guerre le maréchal Pétain.

Blum est transféré au fort du Portalet dans les Pyrénées, puis à nouveau transféré par les Allemands en tant qu'« otage d'État » au camp de concentration de Buchenwald, le 31 mars 1943, dans des maisons hors de l'enceinte du camp, avec d'autres personnalités politiques, notamment Georges Mandel. Ses conditions de détention ne sont pas celles du camp voisin, et le 8 octobre 1943 il peut épouser Jeanne Levylier (1899-1982), qui l'y a rejoint volontairement après autorisation de Pierre Laval,,.

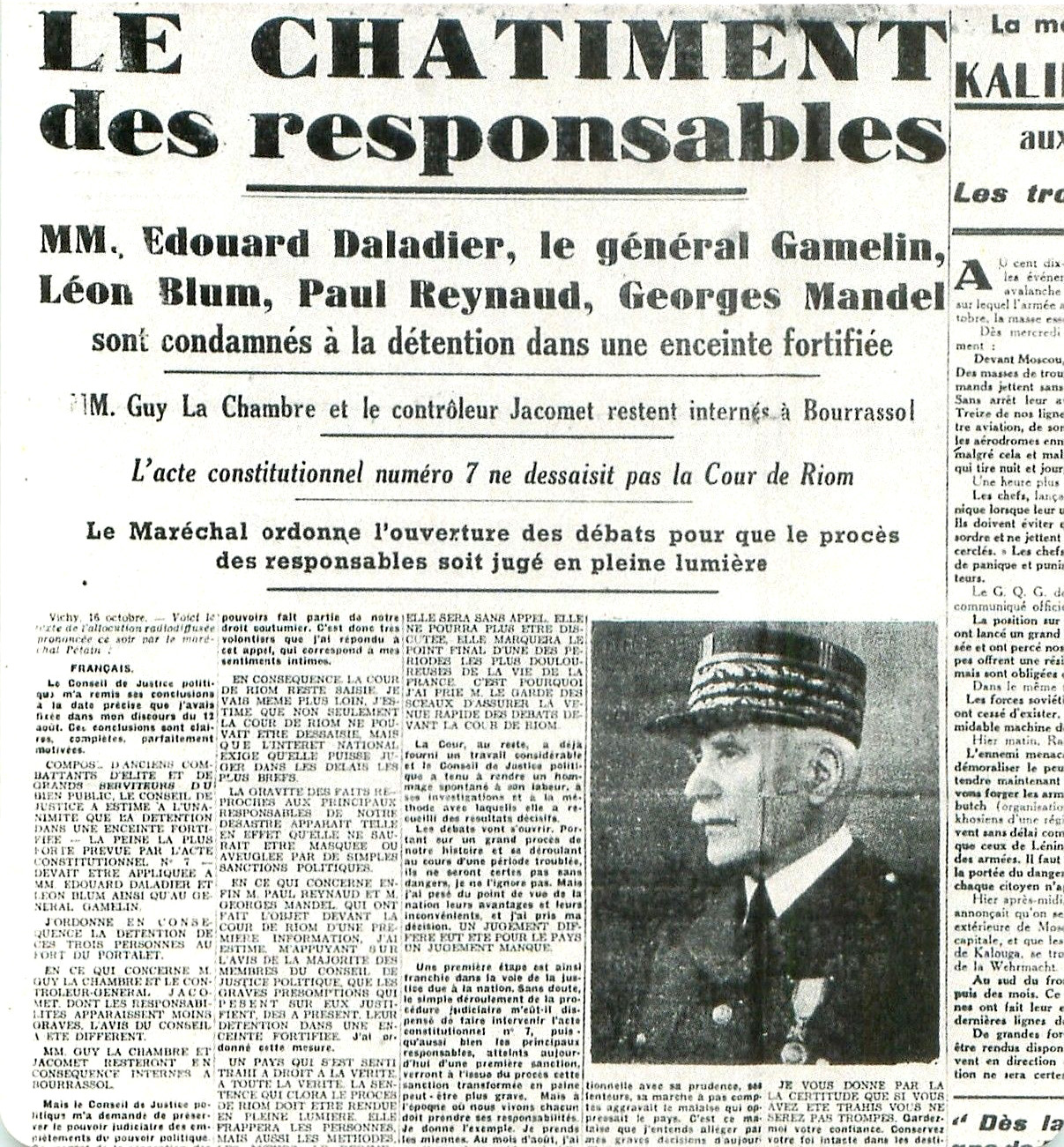
Par ordre du maréchal Pétain, les journaux reçoivent la consigne d'annoncer, en gros caractères et sur 5 colonnes, le châtiment des responsables présumés de la défaite (octobre 1940).

Son frère René Blum, directeur d'opéra, fondateur du Ballet de l'Opéra à Monte-Carlo, est torturé puis assassiné à Auschwitz : il considérait comme une désertion de se réfugier hors de France comme ses amis le lui conseillaient.
Durant sa détention, Léon Blum entretient une importante correspondance et commence à écrire un ouvrage de réflexions qu'il termine en décembre 1944 et qui sera publié après la guerre sous le titre À l'échelle humaine.
Le 3 avril 1945, devant l’avance alliée, les SS évacuent Buchenwald et convoient à travers l’Allemagne en ruines Léon Blum et sa femme dans un convoi de 141 prisonniers de marque, qui se retrouvent dans un hôtel à Niederdorf, dans le Tyrol du Sud, où un général de la Wehrmacht les libère, après avoir désarmé les SS, le 30 avril. Le 4 mai, à l'aube, ils sont pris en charge par les partisans italiens et un détachement de la 5e armée américaine, organiseront leur transfert à Vérone, puis à Naples.
À la fin de juillet 1945, il est cité comme témoin dans le procès de Philippe Pétain. Il y décrit ce qu'il avait vu à Vichy le 10 juillet 1940 : « J'ai vu là pendant deux jours des hommes s'altérer, se corrompre comme à vue d'œil, comme si on les avait plongés dans un bain toxique. Ce qui agissait, c'était la peur : la peur des bandes de Doriot dans la rue, la peur des soldats de Weygand à Clermont-Ferrand, la peur des Allemands qui étaient à Moulins… Et le bruit qu'on faisait courir, […] c'est : « Ceux qui ne voteront pas ne coucheront pas dans leur lit ce soir… » ».
Refusant un poste de ministre proposé par de Gaulle, il reprend ses articles quotidiens dans le journal le Populaire.

### Après-guerre

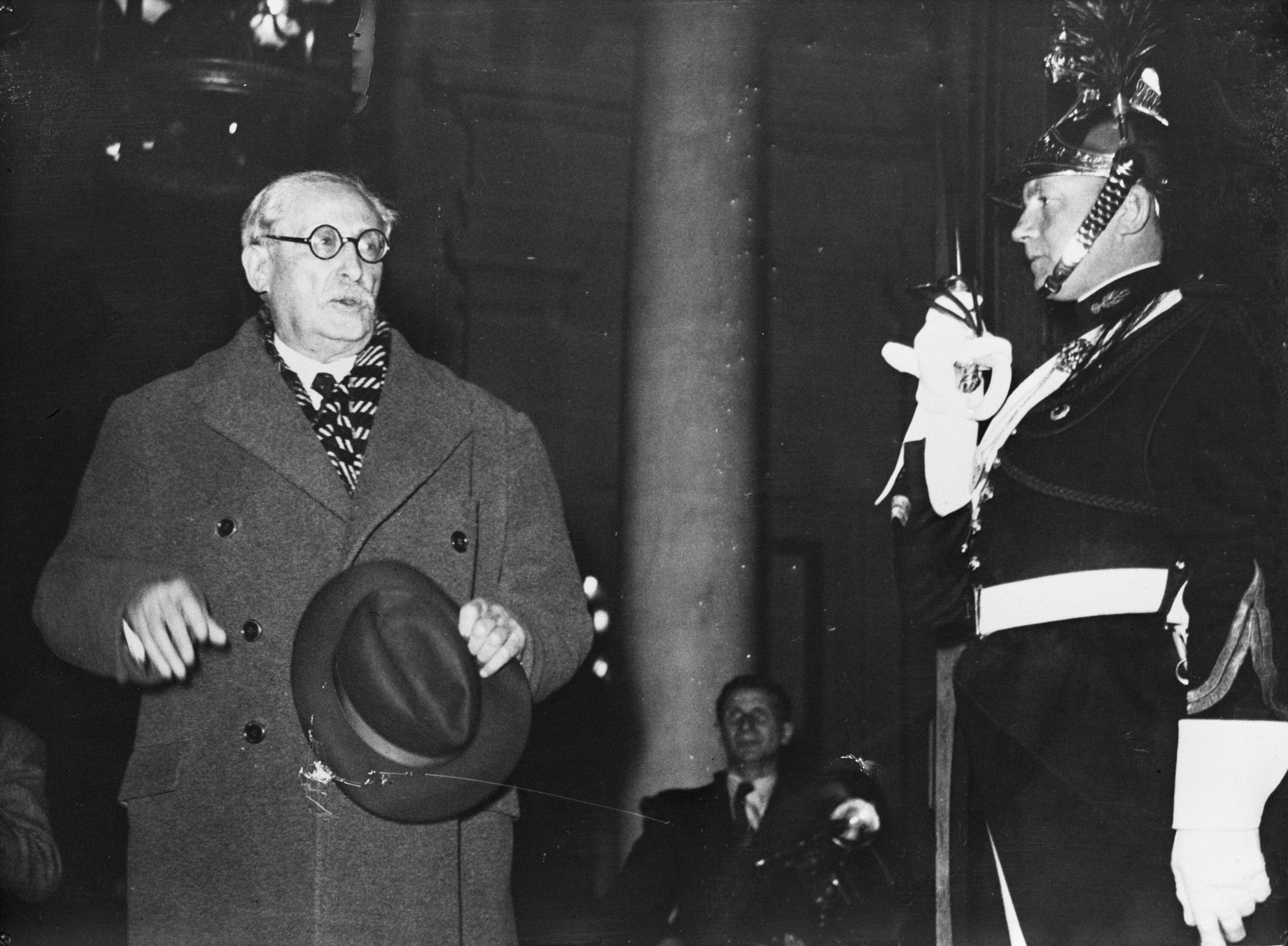
Léon Blum, chef du gouvernement dit « de la Saint-Sylvestre » (décembre 1946-janvier 1947).

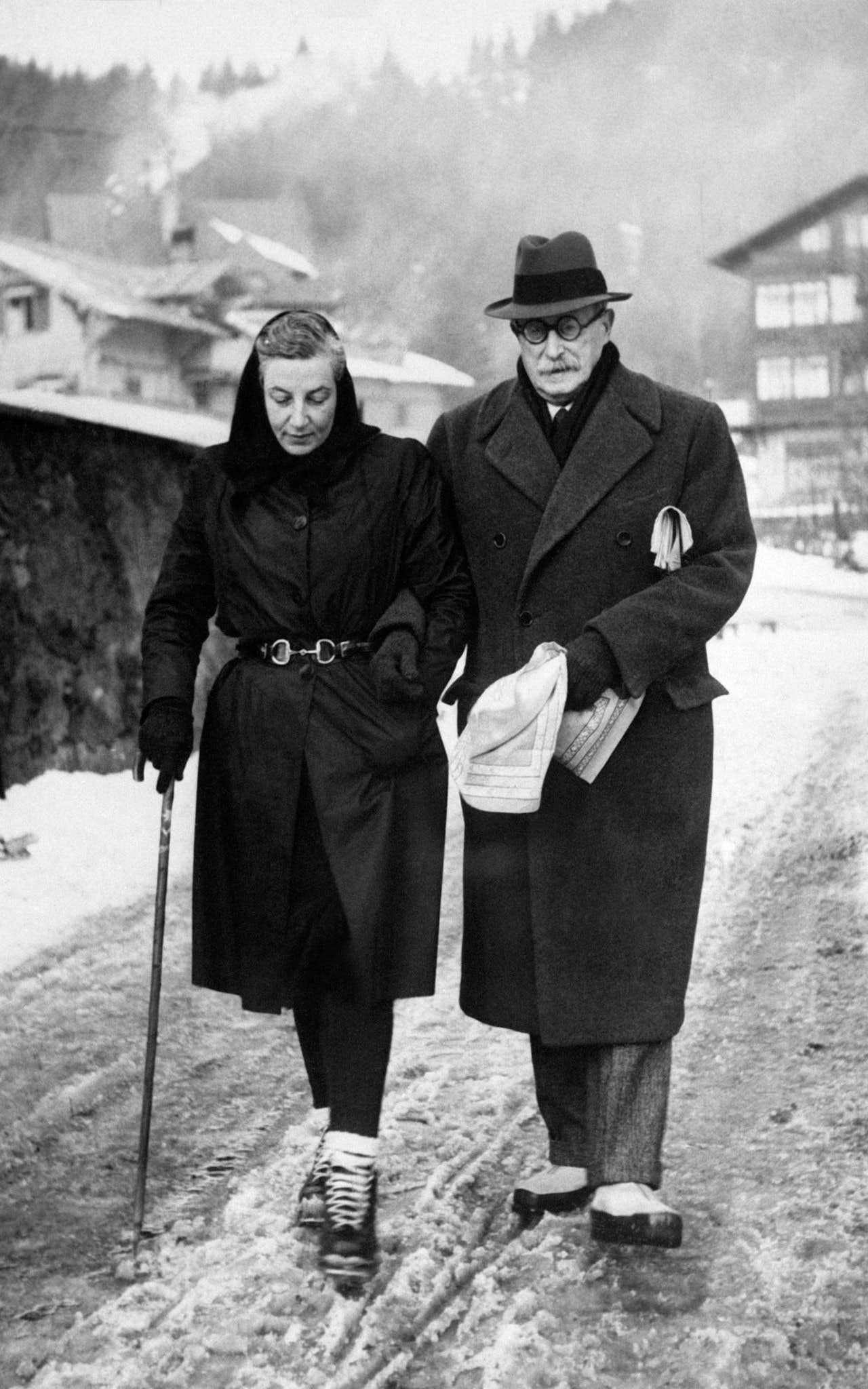
Jeanne Blum et son époux Léon en 1946.

Il est le chef de la délégation française, puis le président de la conférence constitutive de l'UNESCO, après avoir négocié l'annulation des dettes de guerre de la France auprès des États-Unis : l'accord Blum-Byrnes de mai 1946 autorise par la même occasion la diffusion des films américains dans les salles de cinéma françaises, introduisant une composante de l’American way of life dans la culture de masse à la française.

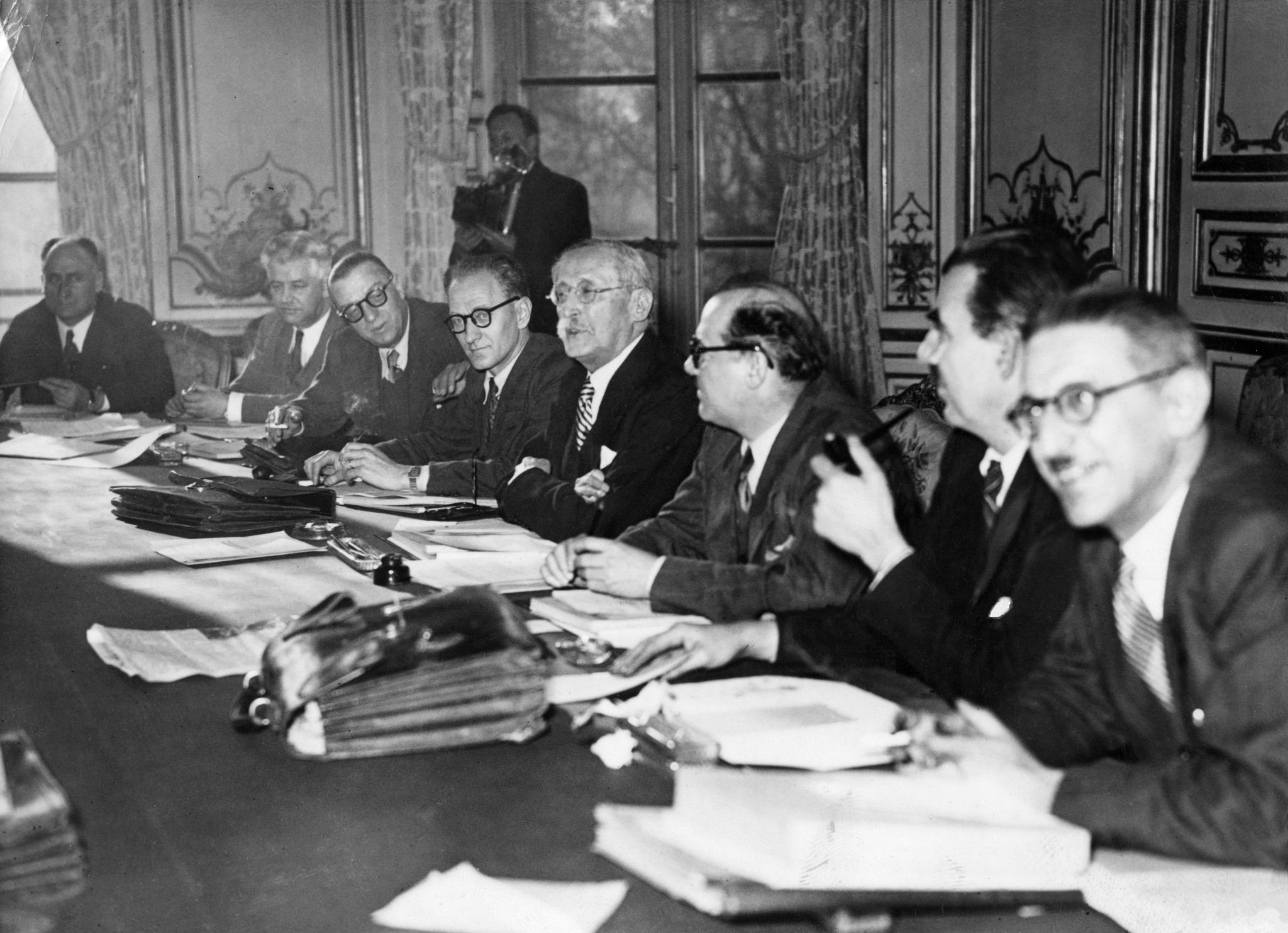
Première séance de travail du gouvernement Léon Blum à Matignon, décembre 1946.

Après l'élection, le 11 novembre 1946, d'une nouvelle assemblée nationale, son président, Vincent Auriol, qui exerce en fait les fonctions de chef de l'État, sollicite Léon Blum le 12 décembre pour diriger le dernier gouvernement provisoire, du 16 décembre 1946 au 16 janvier 1947 (c'est le gouvernement dit « de la Saint-Sylvestre », premier gouvernement uniquement composé de socialistes). Pendant cette période de transition Blum fait progresser les négociations avec le gouvernement travailliste anglais pour aboutir au traité d'alliance franco-britannique de Dunkerque du 4 mars 1947, première pierre d'une stratégie européenne de défense.
Son discours Si les femmes le veulent prononcé lors de la Journée internationale des
femmes dans la salle de la Mutualité le 15 mars 1947 aborde le partage des tâches au sein du couple, ce qui contribue à l'évolution des mœurs de l'époque.
Le 20 novembre 1947, à la suite de la démission du gouvernement Ramadier, le président de la République Vincent Auriol charge Léon Blum de former un nouveau gouvernement. Cependant, le 21 novembre, l'Assemblée nationale lui refuse l'investiture par 300 voix sur 619. Le lendemain, les députés accordent leur confiance à Robert Schuman. C'est aussi l'époque où Léon Blum signe un article dans le quotidien socialiste Le Populaire pour demander des négociations avec le Việt Minh. Le 26 juillet 1948, Blum devient brièvement vice-président du Conseil dans le gouvernement d'André Marie mais il n'y tient qu'un rôle honorifique:221.
Le 8 novembre 1948, Léon Blum dépose à la barre des témoins lors du procès de la Cagoule, organisation clandestine d'extrême droite.

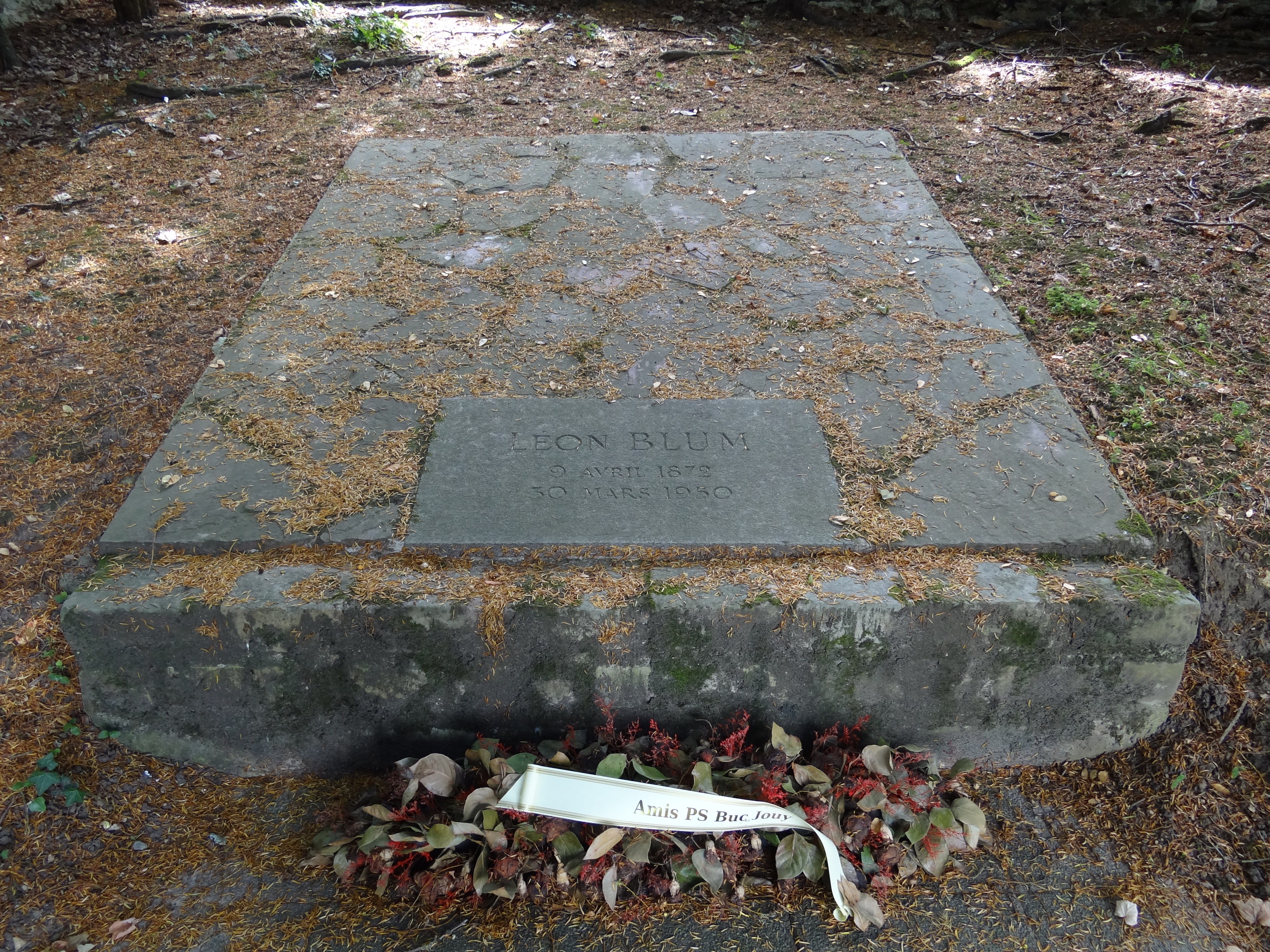
La tombe de Léon Blum au cimetière de Jouy-en-Josas (Yvelines).

Il se retire ensuite dans sa maison de Jouy-en-Josas près de Versailles, où il meurt, le 30 mars 1950, d'un infarctus à l'âge de 77 ans. Il est resté directeur politique du Populaire jusqu'à sa mort. Il y dénonce notamment le danger que constitue, selon lui, le RPF, le parti gaulliste, pour le régime parlementaire.
Ses obsèques nationales ont lieu le 2 avril place de la Concorde. Son éloge funèbre est prononcé par le président de la République Vincent Auriol, les socialistes Daniel Mayer et Guy Mollet, le ministre radical Yvon Delbos et le représentant de l'Internationale socialiste Louis de Brouckère.

## Judéité
Personnellement agnostique:526, Léon Blum respectait la religion juive de ses parents, se sentait français et juif, et, par la suite, s'est engagé dans plusieurs mouvements sionistes. Il fut par ailleurs tout au long de sa carrière journalistique et politique victime de violentes campagnes de presse antisémites.

### Victime de l'antisémitisme
Léon Blum a très tôt souffert de l'antisémitisme. Il en est victime dès sa jeunesse, en tant que critique littéraire et défenseur d'Alfred Dreyfus. Pour les antisémites, il incarne le « Juif faible », « efféminé ». En raison de son image de dandy, il fait l'objet de caricatures homophobes parfois « particulièrement obscènes ». L'antisémitisme le frappe de plus belle dès qu'il est élu à la Chambre des députés et où ses discours commencent à remporter un grand succès. Il est la cible de nombreuses attaques dans les quotidiens d'extrême droite. Léon Daudet, par exemple, se déchaîne contre cet « hybride ethnique et hermaphrodite » dans L'Action française du 2 septembre 1933.
Une partie de la population juive a vu son accession au pouvoir d’un mauvais œil, craignant notamment une poussée de l'antisémitisme.

### Avocat du sionisme

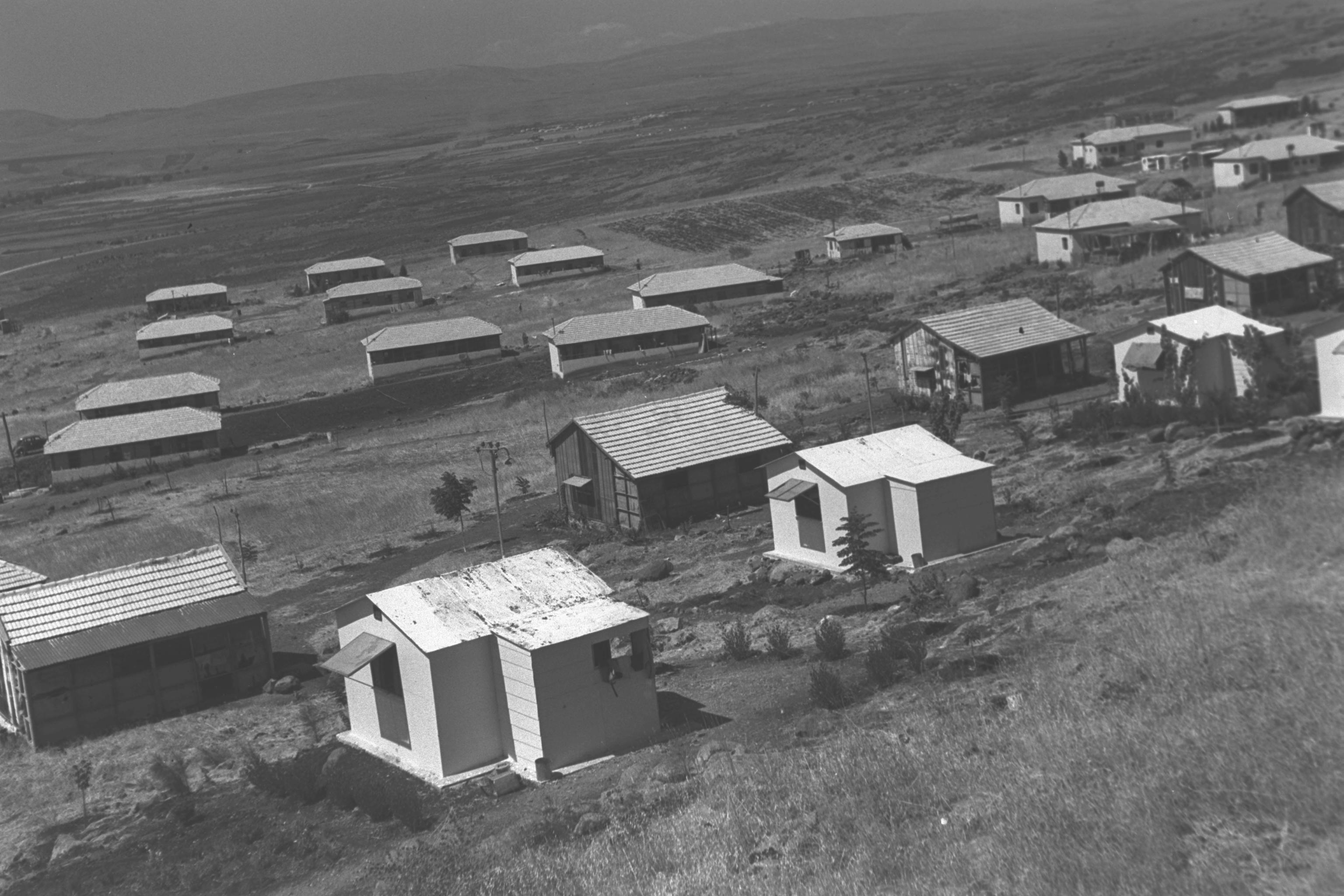
kibboutz Kfar Blum en 1946.

Léon Blum a été, tout au long de sa vie politique un sympathisant avoué du sionisme modéré et plus tard solidaire d'Israël, n'y voyant « aucun heurt possible dans sa triple qualité de socialiste, de Français et de juif » selon une formule de Roland Schwob. Léon Blum lui-même a prononcé cet acte de foi : « Juif français, né en France d’une longue suite d’aïeux français, ne parlant que la langue de mon pays, nourri principalement de sa culture, m’étant refusé à le quitter à l’heure même où j’y courais le plus de dangers, je participe cependant à l’effort admirable miraculeusement transporté du plan du rêve au plan de la réalité historique, qui assure désormais une patrie digne, également libre à tous les Juifs qui n’ont pas eu comme moi la bonne fortune de la trouver dans leur pays natal […]. Je m’en suis toujours senti fier et j’en suis plus que jamais solidaire.

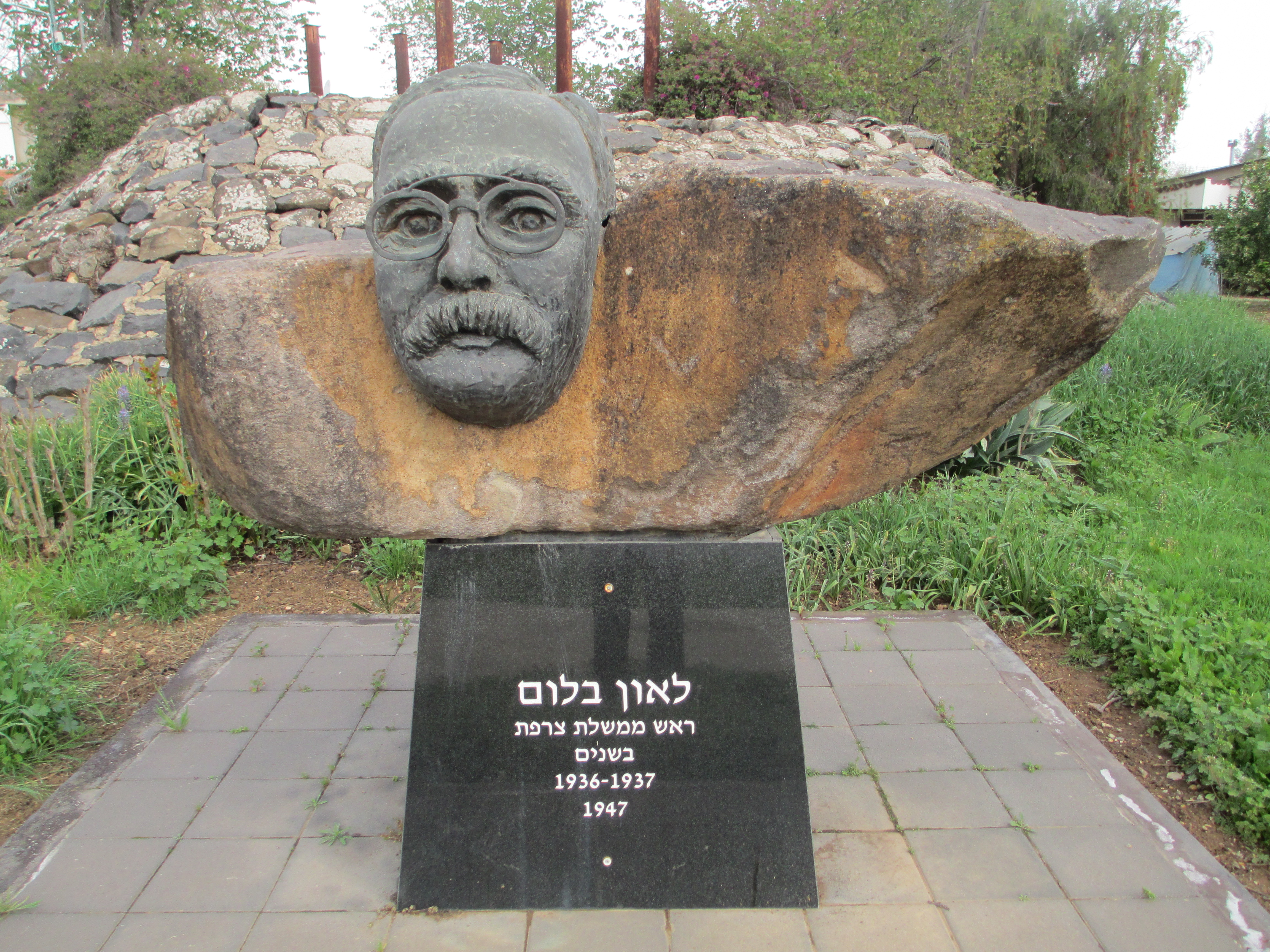
Mémorial au kibboutz Kfar Blum, Galilée, Israël.

Dès 1919, il intervient pour infléchir la position diplomatique française sur le « Foyer national juif » autorisé en Palestine par les autorités anglaises. En 1928, en coopération avec de grands dirigeants inspirés comme Arthur Rubinstein et Eduard Bernstein, il a créé le « Comité socialiste pour la Palestine ». En 1929, il entre à l'Agence juive pour la Palestine, comme représentant de la gauche non-sioniste et exalte, devant le congrès de Zurich de cette organisation, l'esprit de peuple juif.
En hommage à sa contribution à la cause sioniste, un kibboutz de Galilée fondé en 1943, est baptisé « Kfar Blum » (le village de Blum). Dès avant la Seconde Guerre mondiale, il avait exprimé sa fierté « en tant que Français, socialiste et Juif » que son nom soit associé à ce kibboutz.
Après 1945, il est, dans ses fonctions politiques et gouvernementales, un artisan actif de la reconnaissance d'Israël sur le plan international. Proche de Chaim Weizmann, premier président d'Israël, il participe à la construction de l'alliance diplomatique, économique, militaire et technologique qui unit la France de la IVe République et l'État israélien.

## Distinctions
- Chevalier de la Légion d'honneur (23 janvier 1909)[124]
- Médaille de la Résistance française, avec rosette (11 mars 1947)[125],[126].

## Sources primaires
Les papiers personnels de Léon Blum, donnés par Robert Blum à la Fondation nationale des sciences politiques sont aujourd'hui (depuis 1995) pour partie conservés aux Archives nationales (Première partie) sous la cote 570AP, ainsi qu'aux archives de Sciences po pour le "fonds rapatrié de Moscou" (Deuxième partie). Cette partie est en effet constituée de « documents saisis chez Léon Blum, à son domicile parisien, par les Allemands au début de l'automne 1940. Transférés à Berlin, ces papiers furent, à la fin de la guerre, acheminés par les Soviétiques à Moscou où ils furent conservés et classés aux Archives spéciales centrales d'État. Dans les années 1990, après l'effondrement du régime soviétique, ces archives de Léon Blum furent restituées à la France. Sur décision des ayants droit de Léon Blum, elles ont été données à la FNSP afin de compléter les archives Blum »

## Publications

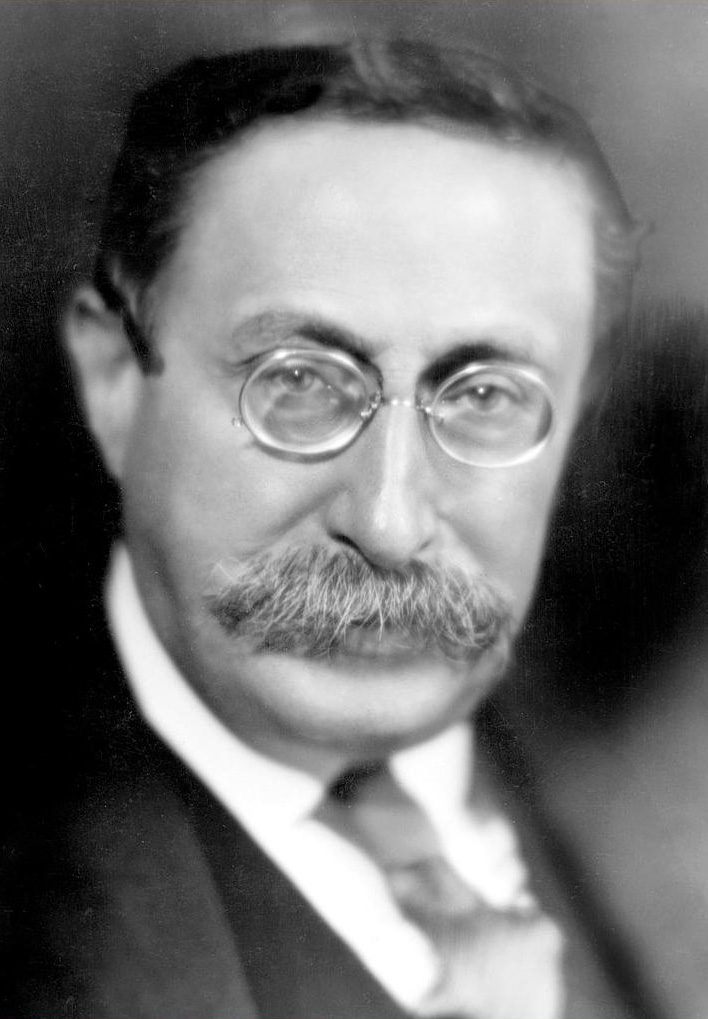
Léon Blum en 1937.

- Nouvelles conversations de Goethe avec Eckermann, 1901.
- En lisant : réflexions critiques, 1906.
- Du mariage, 1907 (évoqué par André Gide dans Corydon)
- Stendhal et le beylisme, 1914.
- Bolchévisme et socialisme, Librairie populaire, 1927.
- Souvenirs sur l'Affaire, Paris, Gallimard, 1993, 152 p., 18 cm (ISBN 978-2-07032-752-2, OCLC 29202641, lire en ligne).
- La Réforme gouvernementale, 1936.
- Pour être socialiste, 1919.
- À l'échelle humaine, Paris, Gallimard, 1945 ; éd. poche, Paris, Gallimard, 1971, coll. Idées. Nouvelle édition : Lormont, Le Bord de l'eau, coll. Bibliothèque républicaine, 2021 (Présentation de Milo Lévy-Bruhl)
- L'Histoire jugera, Montréal, Éditions de l'Arbre, 1943.
- Léon Blum et Pascal Ory, éd., Le Dernier Mois, Paris, Albin Michel, 2023, 109 p., 18 cm (ISBN 978-2-22648-786-5, OCLC 1406120855, lire en ligne), p. 5.
- Révolution socialiste ou révolution directoriale ?, Spartacus, 1947.
- Discours politiques, 1997.

## Hommages

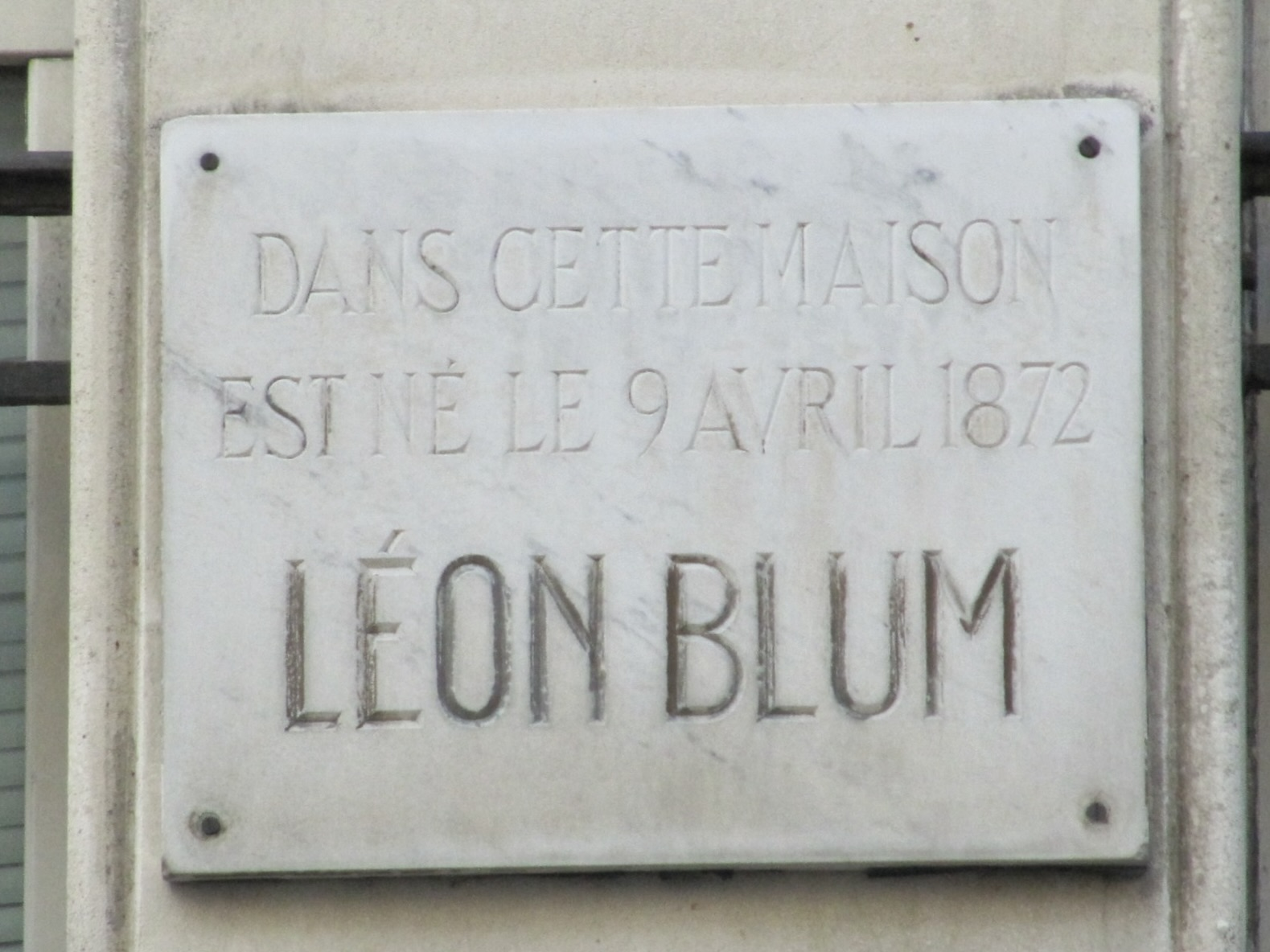
Plaque commémorative sur la façade de la maison natale de Léon Blum.

- Plaque commémorative sur la façade de la maison natale de Léon Blum.Le sculpteur Léon Séverac, fils de Jean-Baptiste Séverac, réalise un médaillon en plâtre patiné et en bronze massif à l'effigie de Blum vers 1937. Le médaillon en plâtre est mis en vente au prix de 30 francs[129].
- Une place Léon-Blum est inaugurée le 31 mars 1957 par Vincent Auriol dans le 11e arrondissement de Paris[130]. Une statue de l'ancien président du Conseil, œuvre de Philippe Garel, y est érigée en 1991[3]. Il existe plusieurs voies publiques portant son nom dont la rue Léon-Blum de Nantes, l'avenue Léon Blum à Saint-Nazaire, le quai Léon-Blum à Suresnes, la rue du Président-Léon-Blum à Abbeville, le boulevard Léon-Blum à Besançon, la rue Léon-Blum à Jouy-en-Josas, la rue Léon-Blum à Beaumont-sur-Oise, la rue Léon Blum à Bram, la rue Léon-Blum à Ostricourt; La Rue Léon Blum a Sotteville Les Rouen, etc.
- Il existe de nombreux établissements scolaires nommés Léon Blum : des lycées (Créteil, Draguignan, Le Creusot, Perpignan, Villefranche-de-Lauragais) et collèges (Alfortville, Colomiers, Limoges, Villepreux, Villiers-le-Bel), des écoles primaires (Nantes, Cenon, Houdain, Lille, Saint-Nazaire, Quimper, etc.) ;
- Le viaduc Léon-Blum à Poitiers, ouvrage d'art mis en service en 2014 ;
- En Israël, le kibboutz Kfar Blum ainsi que les rues Léon-Blum, à Tel-Aviv, Haïfa, Holon, Petah Tikva (Kfar Ganim) et Kfar Saba. De plus, l'université hébraïque de Jérusalem dispose d'une chaire de science politique, créée en 1982 et confiée à Zeev Sternhell, qui porte son nom[131],[132].

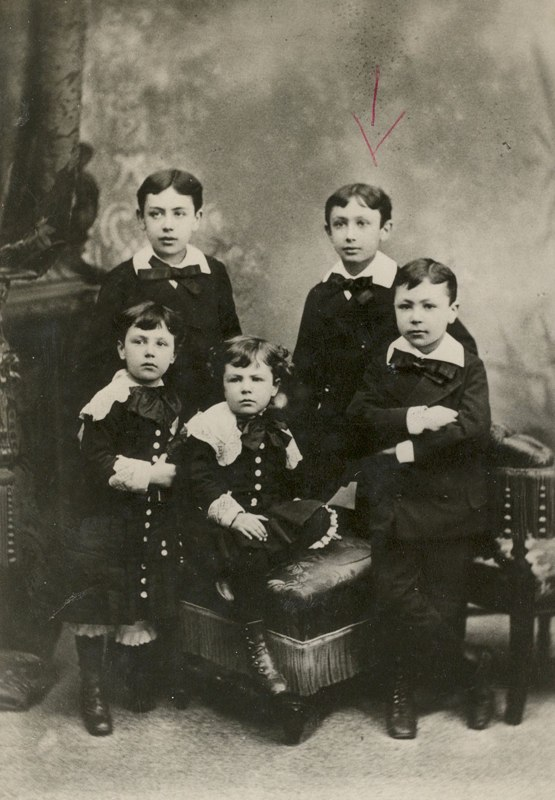
Léon Blum enfant (sous la flèche) et ses frères durant la décennie 1880.
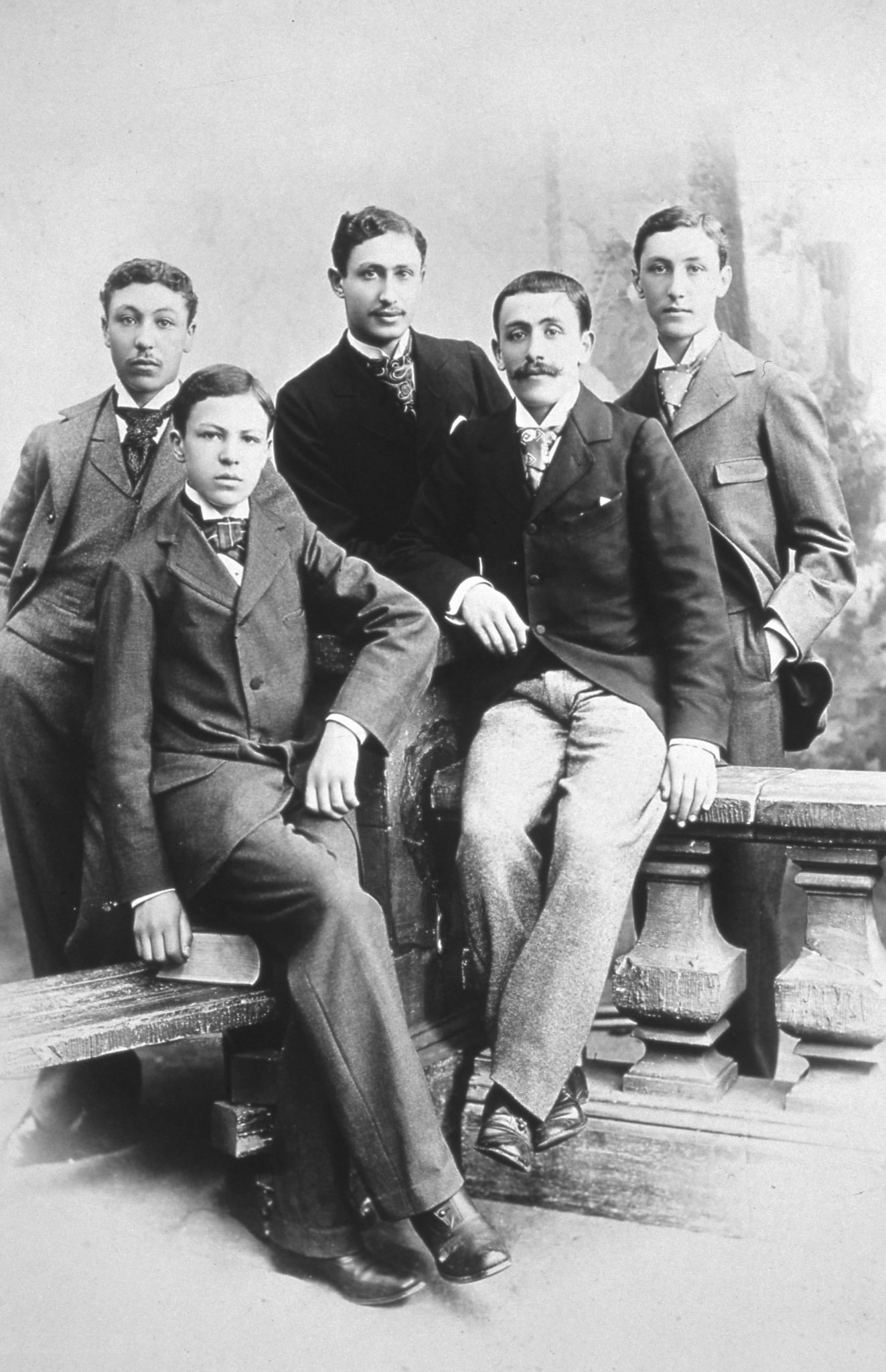
Léon Blum entouré de ses frères, vers 1890.
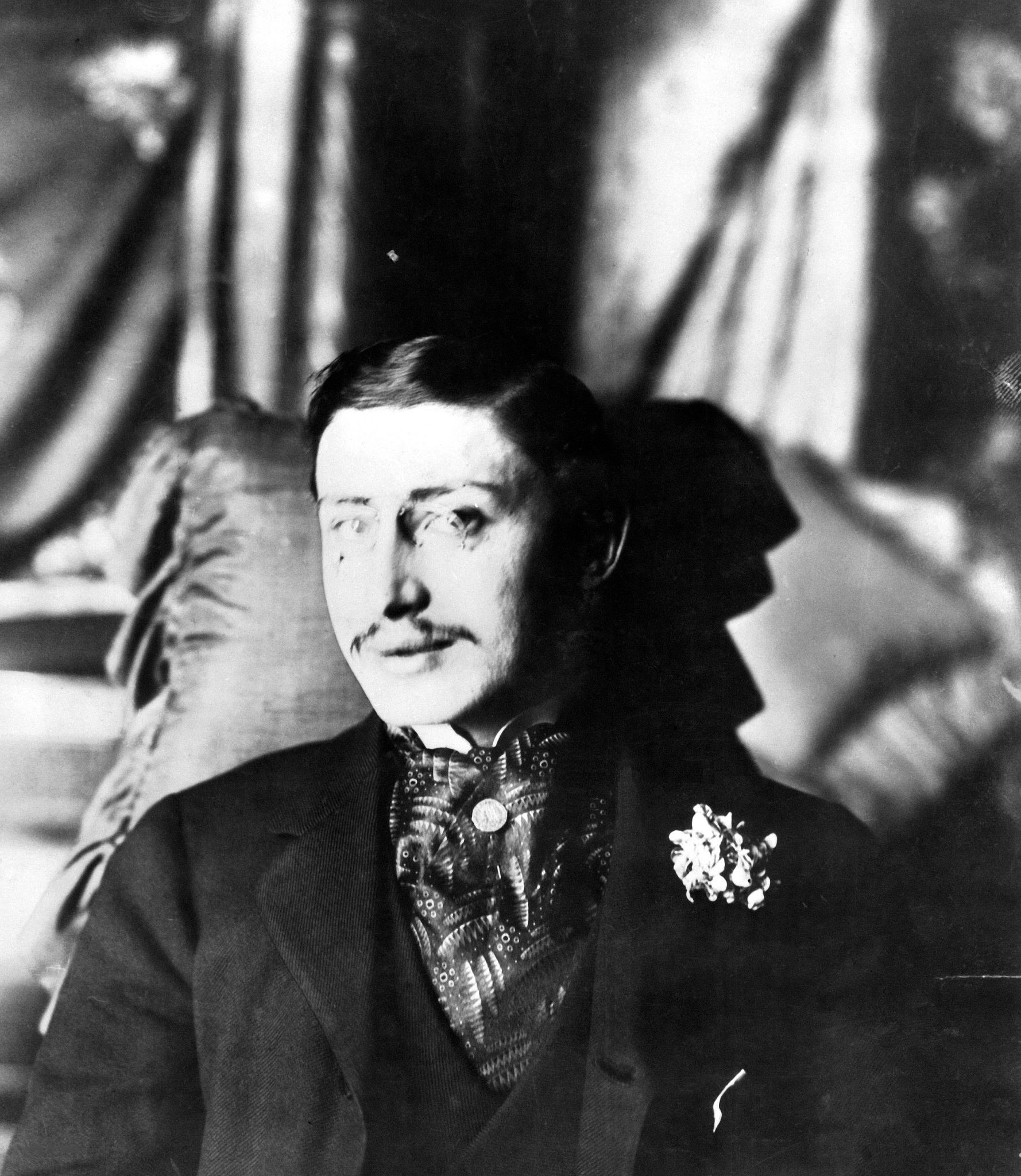
Léon Blum photographié par Pierre Louÿs, années 1890.

## Blum à l’écran

### Cinéma
- 1993 : Pétain, joué par Georges Montant
- 2020 : Je ne rêve que de vous, joué par Hippolyte Girardot

### Télévision
- 1970 : Les Dossiers de l'écran (Léon Blum, images d'archives)
- 1973 : Léon Blum ou la fidélité, de Claude Fayard, documentaire écrit par Jean-Noël Jeanneney, ORTF
- 1978 : Derniers témoins (Riom, le procès boomerang, joué par Henri Virlogeux)
- 1979 : Les Dossiers de l'écran, Le procès de Riom, d'Henri Calef (joué par Michel Vitold)
- 1980 : Les Dossiers de l'écran, Le Grand Fossé, de Jean Ellenstein (joué par Alain Mottet)
- 1980 : 1947 : La première crise de la IVe République (joué par Roland Monod)
- 1980 : Jean Jaurès : vie et mort d'un socialiste (joué par Bernard Lécuyer)
- 1986 : Léon Blum à l'échelle humaine de Jacques Rutman (joué par Alain Mottet et Pierre Mottet)
- 1992 : L'Affaire Salengro de Denys de La Patellière (joué par Henri Virlogeux)
- 1995 : L'Affaire Dreyfus (joué par Daniel Mesguich)
- 1997 : Le Dernier Été (joué par Victor Garrivier)
- 2001 : Thérèse et Léon de Claude Goretta (joué par Claude Rich)
- 2008 : Léon Blum de Jean Bodon, documentaire écrit par Antoine Malamoud.
- 2009 : L'Affaire Salengro par Yves Boisset (joué par Daniel Mesguich)
- 2012 : Clemenceau (joué par Philippe Duclos)
- 2013 : Blum-Pétain, duel sous l'Occupation, documentaire de Julia Bracher et Hugo Hayat
- 2014 : Nous, otages des SS, documentaire de Christian Frey (Léon Blum et son épouse faisaient partie de ce convoi bien qu'ils ne figurent pas dans ce documentaire allemand Wir, Geiseln der SS.)
- 2016 : Léon Blum, haï et adoré, documentaire de Julia Bracher et Hugo Hayat